# La Grande-Motte
Pour les articles homonymes, voir Grande Motte et Motte.
La Grande-Motte (en occitan : La Granda-Mota ou Lo Motàs) est une commune française située dans le département de l'Hérault en région Occitanie. Proche de Montpellier, la Grande-Motte est à la fois une station balnéaire et un port de plaisance créés ex nihilo en 1965 par la « mission Racine » qui accueille aujourd'hui environ 120 000 touristes par an ce qui en a fait une des dix villes les plus surfréquentées par rapport à leur population.
En dehors de ce tourisme de masse concentré sur la côte, la Grande-Motte, limitrophe d'Aigues-Mortes et du Grau-du-Roi, est également une des portes d'entrée de la Camargue, plus précisément de la Petite Camargue. Elle est liée à cet ensemble camarguais sur le plan paysager avec les étangs de l'Or et du Ponant mais également sur le plan culturel,.
La Grande-Motte, qui se caractérise par une grande homogénéité architecturale, dont les éléments les plus visibles sont les immeubles en forme de pyramides, a obtenu le 19 janvier 2010, le label « Patrimoine du XXe siècle », attribué par le ministère de la Culture et de la Communication.
La Grande-Motte est une commune urbaine et littorale qui compte 8 508 habitants en 2022, après avoir connu une forte hausse de la population depuis 1968. Elle fait partie de l'agglomération « Le Pays de l'Or » et fait partie de l'aire d'attraction de Montpellier. Ses habitants sont appelés les Grand-Mottois et les Grand-Mottoises.

## Géographie

### Localisation
La Grande-Motte se trouve sur la côte littorale du Languedoc. Elle est délimitée par deux étangs, l'étang de l'Or au nord-ouest et l'étang du Ponant à l'est, alimenté par le Vidourle. Au sud, la mer Méditerranée, et plus précisément le golfe d'Aigues-Mortes appartenant au golfe du Lion), borde ses trois hectares de plages.
Les communes limitrophes sont  Aigues-Mortes, Le Grau-du-Roi et Mauguio.

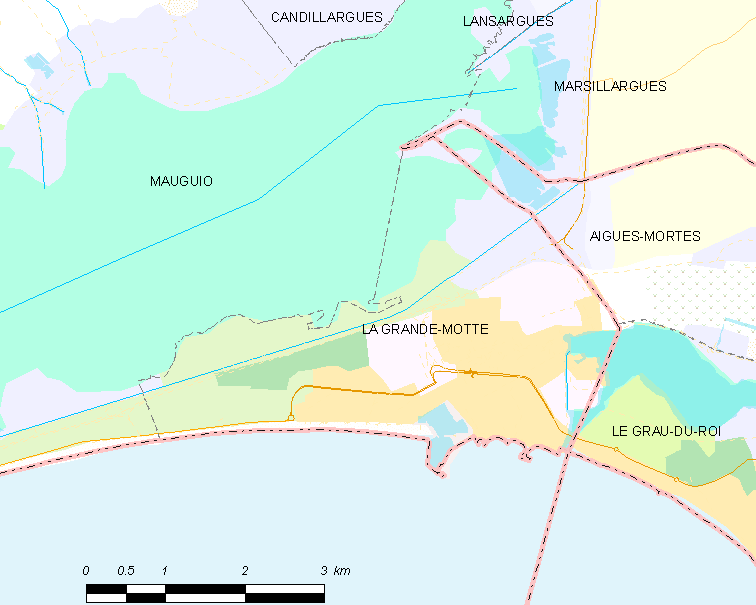
Carte du territoire communal.

Elle est entourée par les territoires communaux de Mauguio (Mauguio-Carnon) à l'ouest et au nord, ainsi que par Aigues-Mortes et du Grau-du-Roi à l'est. Ces deux dernières appartiennent au département du Gard. On y accède par deux voies rapides de 20 km chacune qui la relient à l'A9 et aux villes de Montpellier, Lunel et Nîmes.

### Communes limitrophes et proches
| Étang de l'Or Lansargues (10.13 / 21,62 km) Candillargues (6.82 / 25,47 km) Mudaison (10.55 / 27,80 km) Baillargues (12.64 / 27,99 km) Mauguio (8.68 / 23,83 km) Castelnau-le-Lez (16.45 / 24,92 km) Montpellier (17.79 / 25,72 km) Boirargues (Lattes) (13.82 / 17,51 km) | Lunel-Viel (13.09 / 21,07 km)     | St-Just (10.99 / 17,73 km) St-Nazaire-de-Pézan (9.73 / 19,43 km) Lunel (13.30 / 17,43 km) Marsillargues (13.95 / 18,96 km) St-Laurent-d'Aigouze (12.08 / 20,05 km) Aigues-Mortes (8.47 / 12,28 km) |
| Étang de l'Or Pérols (10.95 / 14,44 km) | La Grande-Motte                   | Étang du Ponant (1.60 / 3,02 km) Étang de Vaccarès (Camargue) (32.83 / 48,56 km) Miramas-le-Vieux (75.64 / 102,34 km)                                                                              |
| Carnon (8.70 / 11,10 km) Palavas-les-Flots (12.97 / 15,92 km) Mer Méditerranée (0.88 / 1,33 km) (Plage Rose des Sables) | Mer Méditerranée (0.46 / 0,73 km) | Le Grau-du-Roi (4.85 / 11,88 km) Pointe de l'Espiguette (9.49 / 17,66 km) Mer Méditerranée (0.49 / 0,70 km) (Plage de la promenade de la mer)                                                      |

### Climat
Pour des articles plus généraux, voir Climat de l'Occitanie et Climat de l'Hérault.
En 2010, le climat de la commune est de type climat méditerranéen franc, selon une étude s'appuyant sur une série de données couvrant la période 1971-2000. En 2020, Météo-France publie une typologie des climats de la France métropolitaine dans laquelle la commune est exposée à un climat méditerranéen et est dans la région climatique  Provence, Languedoc-Roussillon, caractérisée par une pluviométrie faible en été, un très bon ensoleillement (2 600 h/an), un été chaud (21,5 °C), un air très sec en été, sec en toutes saisons, des vents forts (fréquence de 40 à 50 % de vents > 5 m/s) et peu de brouillards.
Pour la période 1971-2000, la température annuelle moyenne est de 14,5 °C, avec une amplitude thermique annuelle de 16,5 °C. Le cumul annuel moyen de précipitations est de 624 mm, avec 5,6 jours de précipitations en janvier et 2,4 jours en juillet. Pour la période 1991-2020, la température moyenne annuelle observée sur la station météorologique la plus proche, située sur la commune d'Aigues-Mortes à 9 km à vol d'oiseau, est de 16,0 °C et le cumul annuel moyen de précipitations est de 552,6 mm,. Pour l'avenir, les paramètres climatiques de la commune estimés pour 2050 selon différents scénarios d’émission de gaz à effet de serre sont consultables sur un site dédié publié par Météo-France en novembre 2022.

### Voies de communication et transport
Voies routières
Deux voies rapides (20 km dans les deux cas) relient la Grande-Motte à l'autoroute A9.
Pistes cyclables
Près de 7 km de parcours bénéficient de l'appellation voie verte. Inscrites au code de la route depuis septembre 2004, ces voies sont ouvertes aux piétons et aux cyclistes dans le cadre du tourisme, des loisirs et des déplacements de la population locale. La Grande-Motte dispose pour les cyclistes de trois itinéraires : de la « Motte du Couchant » au « Grand Travers », de l’avenue de Melgueil au « Ponant » et du « Point Zéro » au « Ponant ».
Transports en commun et urbains
La commune est traversée par la ligne de bus 606 (Montpellier / Aigues-Mortes). Cette ligne dessert la gare de Montpellier-Sud-de-France. La ligne 132 de la compagnie Lio assure plusieurs liaisons quotidiennes avec la ville de Nîmes via Le Grau-du-Roi.

### Milieux naturels et biodiversité

#### Espaces protégés
La protection réglementaire est le mode d’intervention le plus fort pour préserver des espaces naturels remarquables et leur biodiversité associée,.
Trois espaces protégés sont présents sur la commune : 
- l'« étang de l'Or », un terrain acquis par le Conservatoire du Littoral, d'une superficie de 609,4 ha[16],[17] ;
- « Lido de l'Or », un terrain acquis par le Conservatoire du Littoral, d'une superficie de 431,9 ha[18],[19] ;
- la Petite Camargue, une zone humide protégée par la convention de Ramsar, d'une superficie de 41 705,5 ha[20].

#### Réseau Natura 2000

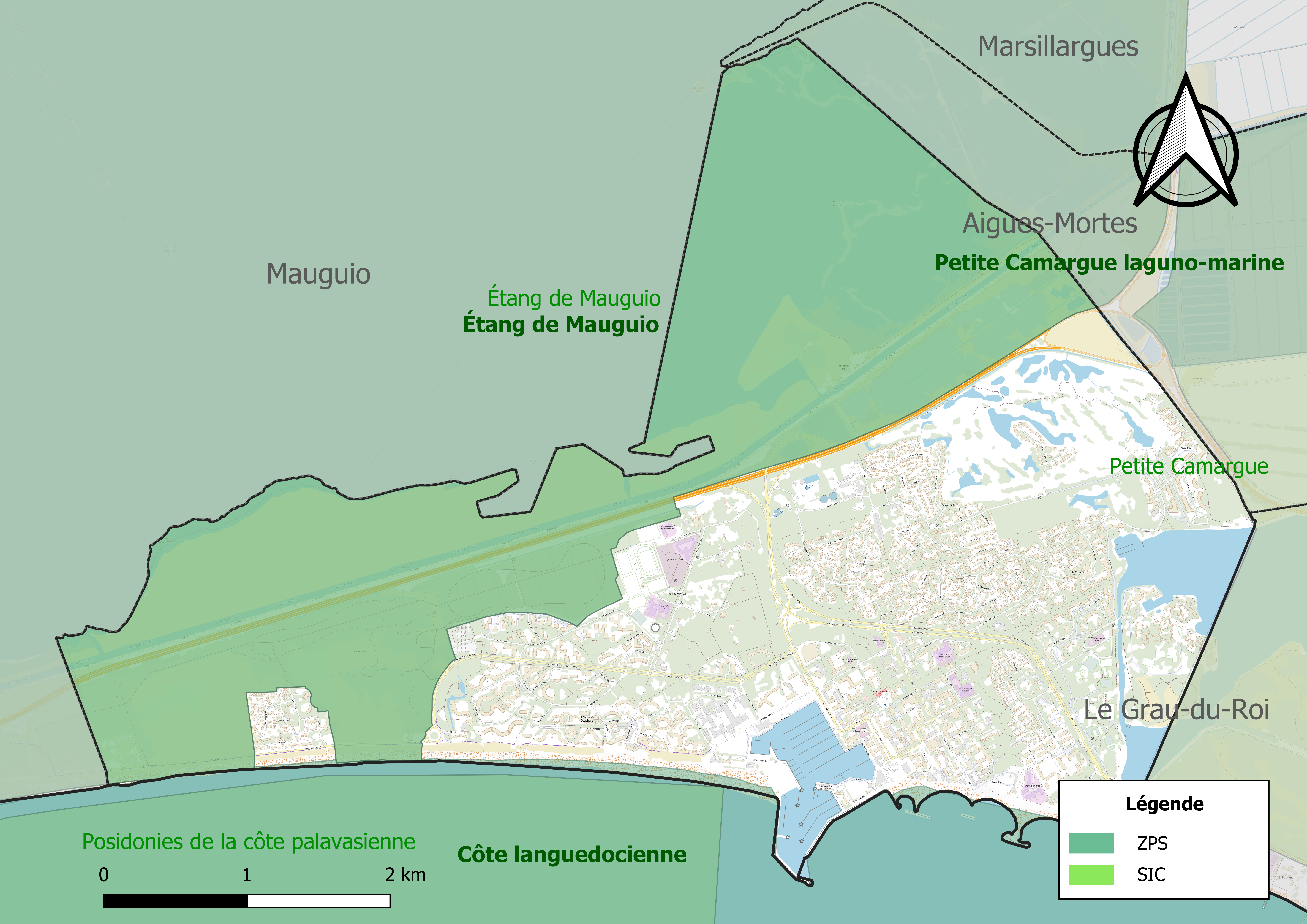
Sites Natura 2000 sur le territoire communal.

Le réseau Natura 2000 est un réseau écologique européen de sites naturels d'intérêt écologique élaboré à partir des directives habitats et oiseaux, constitué de zones spéciales de conservation (ZSC) et de zones de protection spéciale (ZPS).
Un site Natura 2000 a été défini sur la commune au titre de la directive oiseaux,, mais aussi de la directive habitats, l'« étang de Mauguio » ou « étang de l'Or ». D'une superficie de 7 020 ha, cette lagune communique avec la mer par un grau qui relie le Sud-Ouest de l'étang au port de Carnon. L'étang est entouré par une gamme variée d'habitats naturels : un système dunaire, des milieux saumâtres à hyper salés sur les rives sud et est et des milieux saumâtres à doux influencés par l'eau douce sur les rives nord. Ce site présente une diversité des milieux et des conditions d'hygrométrie et de salinité, lui conférant un intérêt ornithologique remarquable.

#### Zones naturelles d'intérêt écologique, faunistique et floristique
L’inventaire des zones naturelles d'intérêt écologique, faunistique et floristique (ZNIEFF) a pour objectif de réaliser une couverture des zones les plus intéressantes sur le plan écologique, essentiellement dans la perspective d’améliorer la connaissance du patrimoine naturel national et de fournir aux différents décideurs un outil d’aide à la prise en compte de l’environnement dans l’aménagement du territoire.
Quatre ZNIEFF de type 1 sont recensées sur la commune :
- l'« étang de l'Or » (3 378 ha), couvrant 6 communes dont une dans le Gard et cinq dans l'Hérault[26] ;
- le « Lido du Grand et du Petit Travers » (173 ha), couvrant 2 communes du département[27] ;
- le « marais du Petit Travers » (107 ha), couvrant 2 communes du département[28] ;
- la « sansouire de Bel-Air et Cabanes du Roc » (96 ha), couvrant 2 communes dont une dans le Gard et une dans l'Hérault[29] ;

et deux ZNIEFF de type 2, : 
- les « Camargue gardoise » (42 422 ha), couvrant 12 communes dont 11 dans le Gard et une dans l'Hérault[30] ;
- le « complexe paludo-laguno-dunaire des étangs montpelliérains » (14 344 ha), couvrant 14 communes dont une dans le Gard et 13 dans l'Hérault[31].

Carte des ZNIEFF de type 1 et 2 à La Grande-Motte.
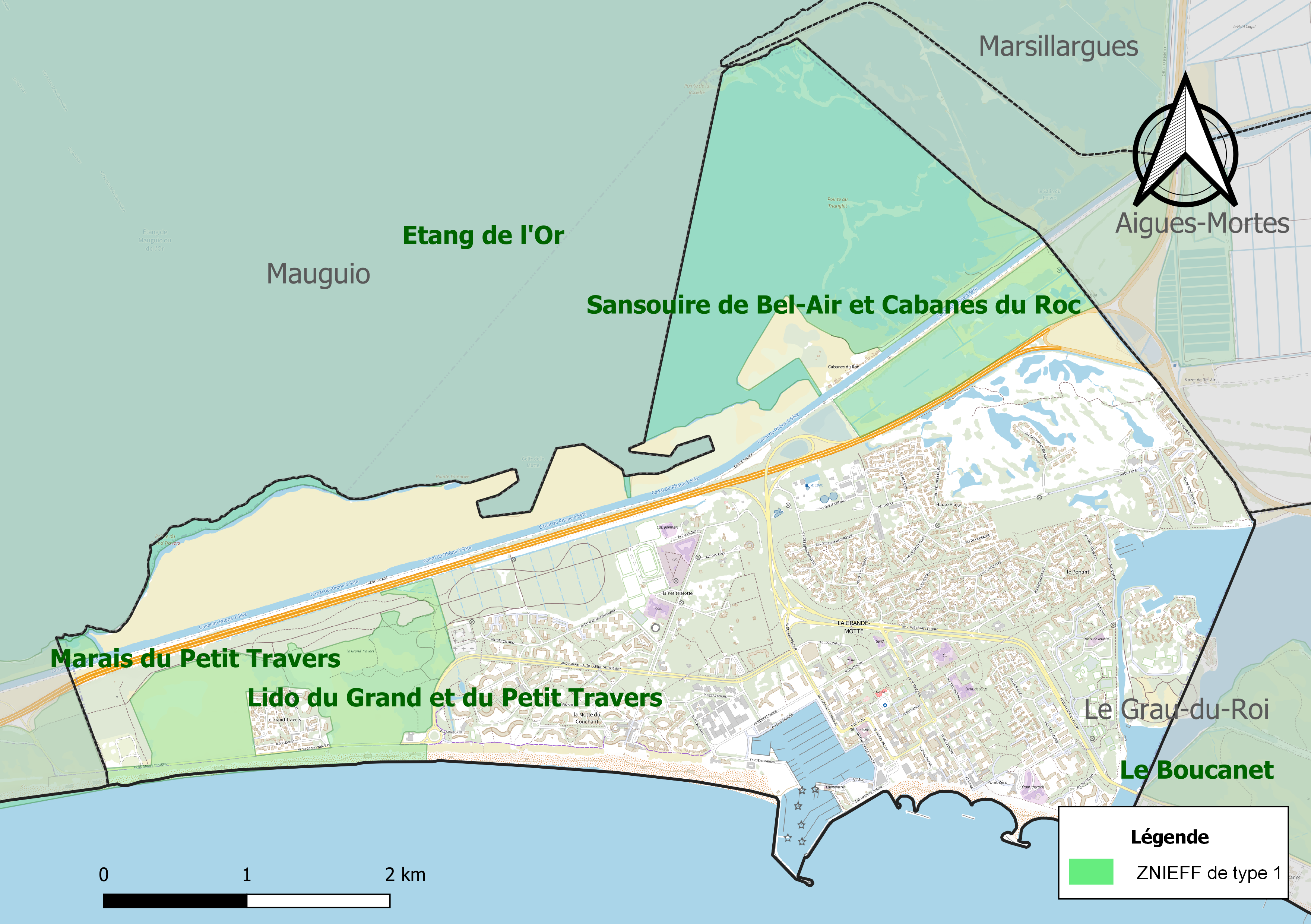
Carte des ZNIEFF de type 1 sur la commune.
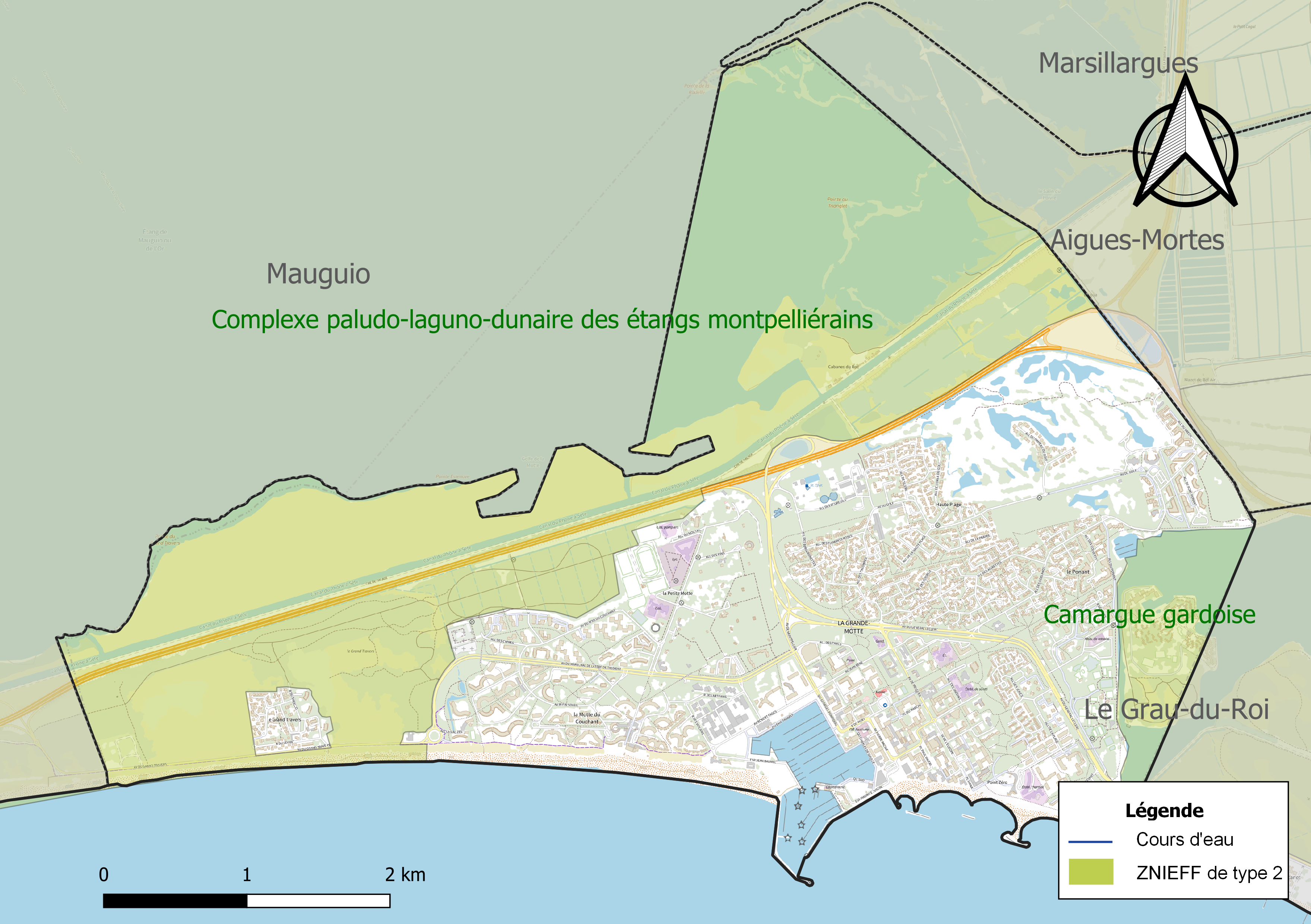
Carte des ZNIEFF de type 2 sur la commune.

## Urbanisme

### Typologie
Au 1er janvier 2024, La Grande-Motte est catégorisée centre urbain intermédiaire, selon la nouvelle grille communale de densité à sept niveaux définie par l'Insee en 2022.
Elle appartient à l'unité urbaine du Grau-du-Roi, une agglomération inter-départementale regroupant deux  communes, dont elle est ville-centre,,. Par ailleurs la commune fait partie de l'aire d'attraction de Montpellier, dont elle est une commune de la couronne,. Cette aire, qui regroupe 161 communes, est catégorisée dans les aires de 700 000 habitants ou plus (hors Paris),.
La commune, bordée par la mer Méditerranée, est également une commune littorale au sens de la loi du 3 janvier 1986, dite loi littoral. Des dispositions spécifiques d’urbanisme s’y appliquent dès lors afin de préserver les espaces naturels, les sites, les paysages et l’équilibre écologique du littoral, tel le principe d'inconstructibilité, en dehors des espaces urbanisés, sur la bande littorale des 100 mètres, ou plus si le plan local d’urbanisme le prévoit.

### Occupation des sols

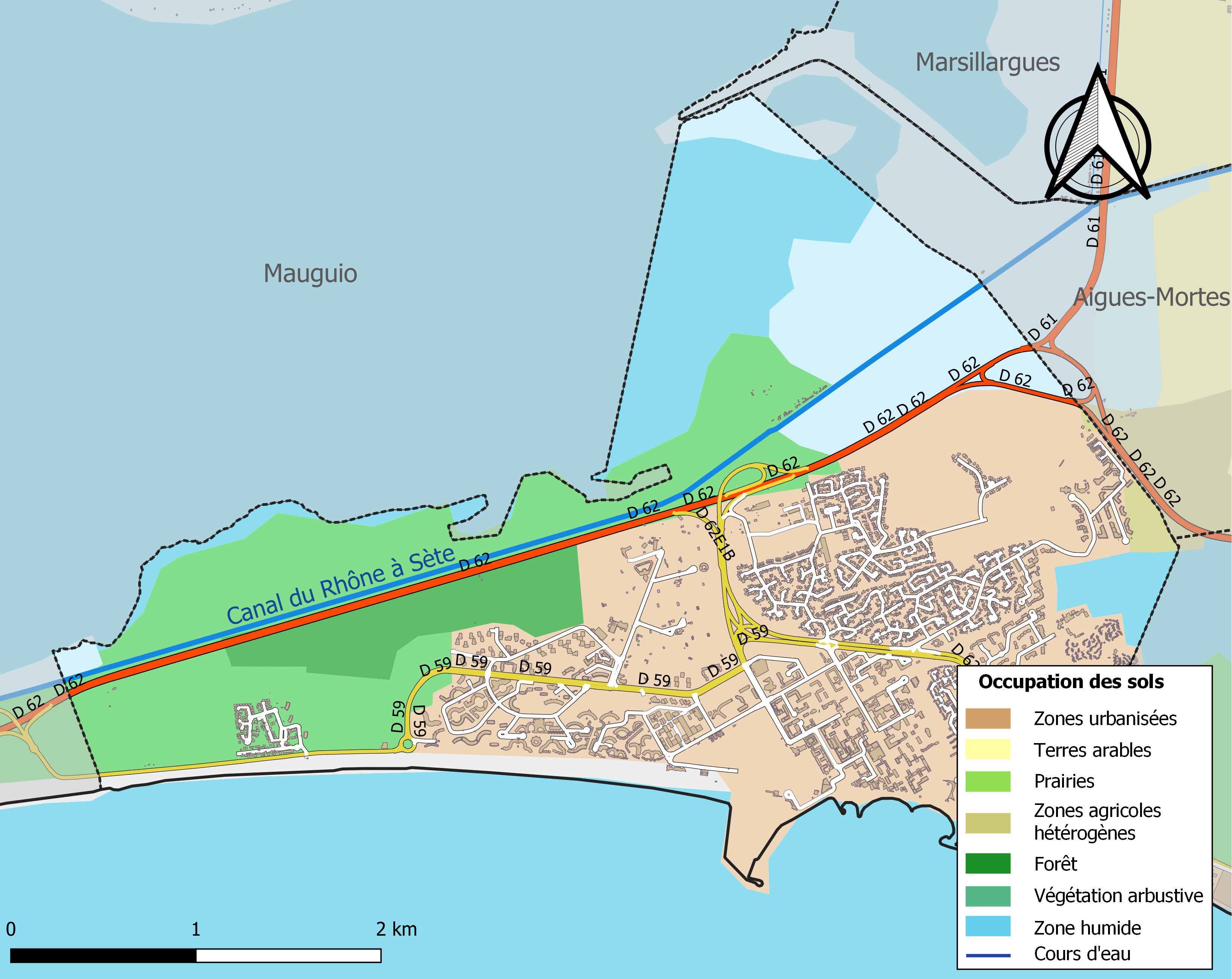
Carte des infrastructures et de l'occupation des sols de la commune en 2018 (CLC).

L'occupation des sols de la commune, telle qu'elle ressort de la base de données européenne d’occupation biophysique des sols Corine Land Cover (CLC), est marquée par l'importance des territoires artificialisés (40,9 % en 2018), une proportion sensiblement équivalente à celle de 1990 (40,5 %). La répartition détaillée en 2018 est la suivante : 
zones urbanisées (25,6 %), eaux maritimes (22,4 %), milieux à végétation arbustive et/ou herbacée (19,9 %), espaces verts artificialisés, non agricoles (13,7 %), zones humides côtières (9,5 %), forêts (4,4 %), espaces ouverts, sans ou avec peu de végétation (2,2 %), zones industrielles ou commerciales et réseaux de communication (1,6 %), zones agricoles hétérogènes (0,5 %). L'évolution de l’occupation des sols de la commune et de ses infrastructures peut être observée sur les différentes représentations cartographiques du territoire : la carte de Cassini (XVIIIe siècle), la carte d'état-major (1820-1866) et les cartes ou photos aériennes de l'IGN pour la période actuelle (1950 à aujourd'hui).

### Risques majeurs
Le territoire de la commune de La Grande-Motte est vulnérable à différents aléas naturels : météorologiques (tempête, orage, neige, grand froid, canicule ou sécheresse) et séisme (sismicité très faible). Il est également exposé à un risque technologique, le transport de matières dangereuses. Un site publié par le BRGM permet d'évaluer simplement et rapidement les risques d'un bien localisé soit par son adresse soit par le numéro de sa parcelle.

#### Risques naturels
La Grande-Motte est exposée au risque de feu de forêt du fait de la présence sur son territoire. Un plan départemental de protection des forêts contre les incendies (PDPFCI) a été approuvé en juin 2013 et court jusqu'en 2022, où il doit être renouvelé. Les mesures individuelles de prévention contre les incendies sont précisées par deux arrêtés préfectoraux et s’appliquent dans les zones exposées aux incendies de forêt et à moins de 200 mètres de celles-ci. L’arrêté du 25 avril 2002 réglemente l'emploi du feu en interdisant notamment d’apporter du feu, de fumer et de jeter des mégots de cigarette dans les espaces sensibles et sur les voies qui les traversent sous peine de sanctions. L'arrêté du 11 mars 2013 rend le débroussaillement obligatoire, incombant au propriétaire ou ayant droit,.

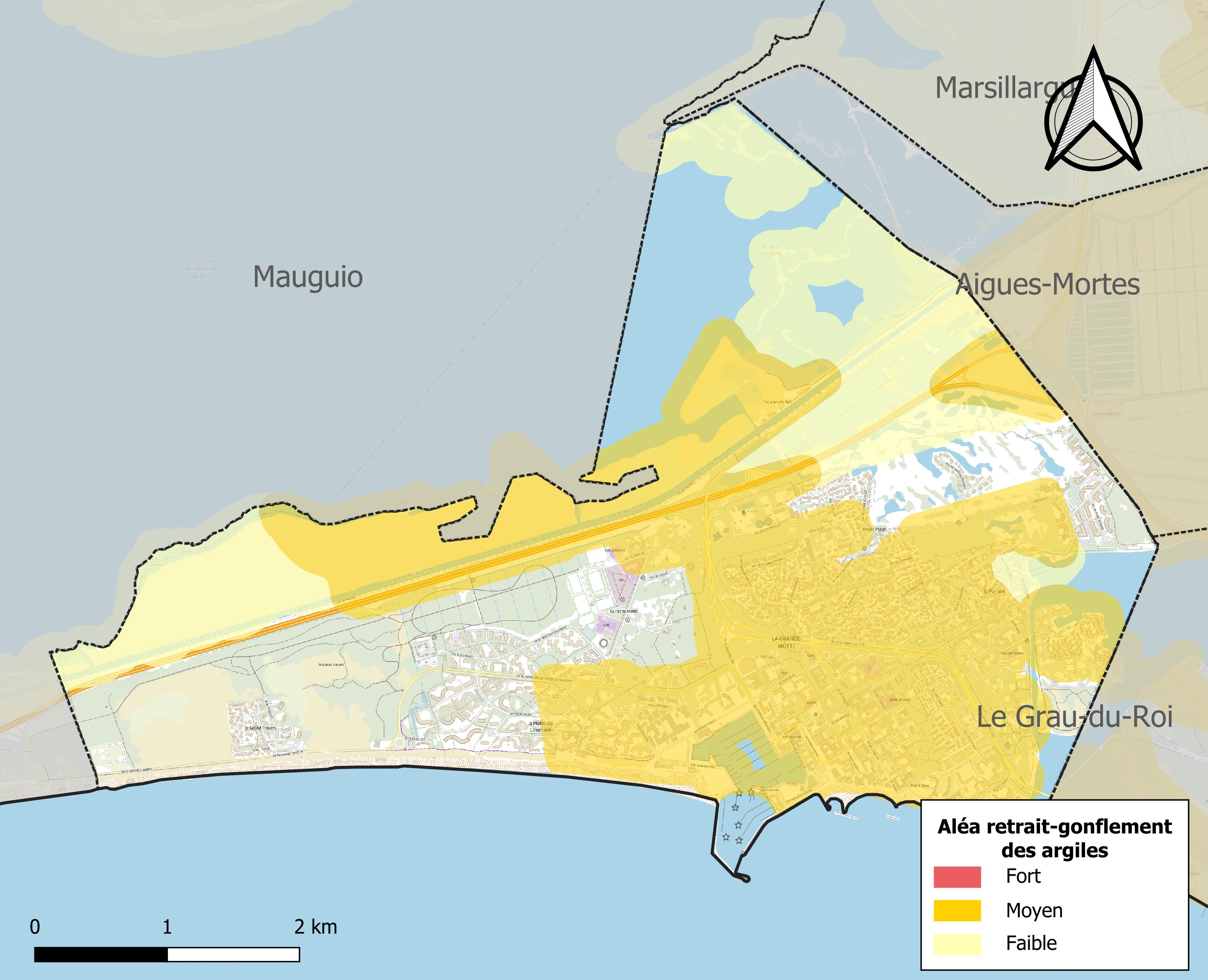
Carte des zones d'aléa retrait-gonflement des sols argileux de La Grande-Motte.

Le retrait-gonflement des sols argileux est susceptible d'engendrer des dommages importants aux bâtiments en cas d’alternance de périodes de sécheresse et de pluie. 43,6 % de la superficie communale est en aléa moyen ou fort (59,3 % au niveau départemental et 48,5 % au niveau national). Sur les 1 831 bâtiments dénombrés sur la commune en 2019, 1 423 sont en aléa moyen ou fort, soit 78 %, à comparer aux 85 % au niveau départemental et 54 % au niveau national. Une cartographie de l'exposition du territoire national au retrait gonflement des sols argileux est disponible sur le site du BRGM,.
Par ailleurs, afin de mieux appréhender le risque d’affaissement de terrain, l'inventaire national des cavités souterraines permet de localiser celles situées sur la commune.
La commune a été reconnue en état de catastrophe naturelle au titre des dommages causés par les inondations et coulées de boue survenues en 1982, 1994, 2003 et 2015.

#### Risques technologiques
Le risque de transport de matières dangereuses sur la commune est lié à sa traversée par des infrastructures routières ou ferroviaires importantes ou la présence d'une canalisation de transport d'hydrocarbures. Un accident se produisant sur de telles infrastructures est susceptible d’avoir des effets graves sur les biens, les personnes ou l'environnement, selon la nature du matériau transporté. Des dispositions d’urbanisme peuvent être préconisées en conséquence.

## Histoire

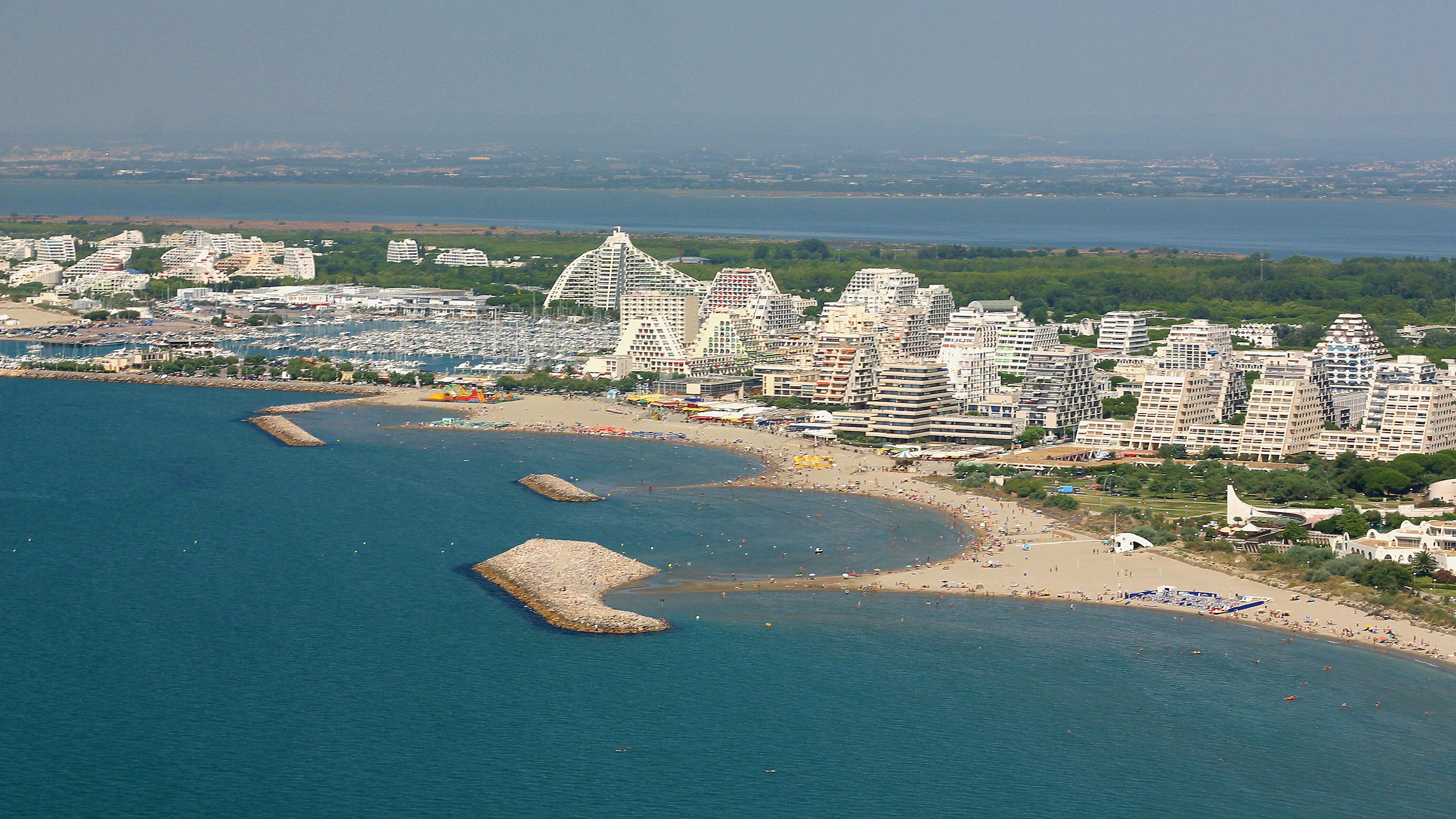
Vue aérienne des immeubles de type ziggourat.

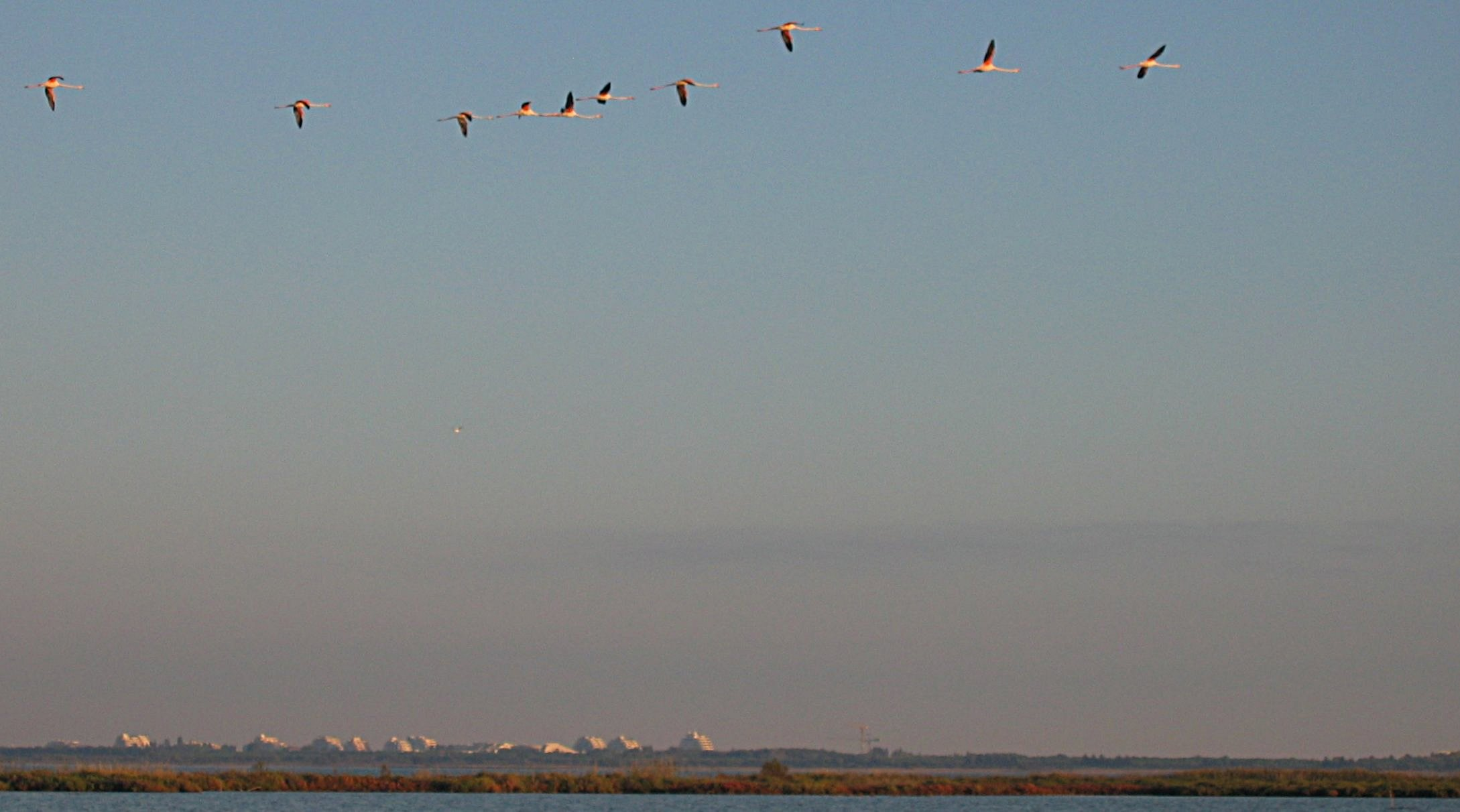
Vue depuis l'autre rive de l'étang de l'Or, aux cabanes de Mauguio.

Le territoire actuel de la Grande-Motte est une ancienne partie de la commune de Mauguio ; à l'époque, ce territoire était une zone naturelle quasiment inhabitée car une ferme seulement était installée sur ce territoire, par ailleurs occupé par un marécage impropre à l'urbanisation, isolé des villages alentour par l'étang de l'Or. La Grande-Motte tient son nom d'un domaine viticole, la ferme de la Grande-Motte, elle-même baptisée d'après une  dune (« motte ») de cinq mètres, plus haute que les autres, près de laquelle elle était construite.
À partir des années 1960 et de la mission Racine, la Grande-Motte devient une station balnéaire créée ex nihilo avec port de plaisance, immeubles, campings… L'objectif était de détourner les touristes des destinations espagnoles de l'époque. À la Grande-Motte, l'architecte Jean Balladur rompt avec la tradition de l'architecture pittoresque des villes balnéaires qui privilégie le palace de luxe et le Grand Hôtel, la promenade du bord de mer bordée de palmiers, le casino ou les thermes pour une clientèle aisée qui y prolonge sa saison mondaine (en).
Répondant à la démocratisation du tourisme de masse, le projet de l'architecte Jean Balladur est très décrié à l'époque car il crée des terrains de sports, un palais des congrès, des commerces, une plage bordée d'un simple chemin piéton, un plan de desserte des plages en peigne, des façades perpendiculaires au littoral, éliminant la hiérarchie entre les appartements avec vues et les logements qui sont considérés comme mal exposés. Son œuvre est surtout marquée par les immeubles de type ziggourat, rappelant par leur forme les pyramides précolombiennes (inspirés en particulier par les célèbres pyramides de Teotihuacán situées au Mexique) et les architectures modernes du Brésil qu'il a visitées.
L'objectif de ces pyramides à 60° est de fournir des points de vue différents à chaque habitant, qui disposent de balcon et terrasse à chaque étage et de réaliser une transition douce entre le littoral et la chaîne montagneuse des Cévennes. Grâce à cette réalisation architecturale, la ville a reçu le label « Patrimoine du XXe siècle » le 19 janvier 2010.
La création de la station s'accompagnera même d'un modèle de feu de circulation spécifique dessiné lui aussi par Jean Balladur, ayant disparu des rues de la station au fil des renouvellements.
Les dates clefs de la construction
En 1965, les premières machines de dragage apparaissent au milieu des marécages. En 1966, une drague creuse le port puis l'étang du Ponant et puise les matériaux nécessaires au remblaiement, assurant les bases de la future ville ainsi que le rehaussement du sol de la future station de deux mètres. Les travaux du port commencèrent réellement en septembre 1966, l'étang du Ponant a été achevé en mai 1967. Le 22 juillet 1967, le ministre Raymond Marcellin inaugure le port de La Grande Motte. Et quelques mois plus tard, le 24 octobre 1967, le général de Gaulle qui atterrit en hélicoptère à l'emplacement du quai d'honneur vient visiter le chantier de la ville en construction.
Le Week-End et le Reymar sont les premiers immeubles dont les chantiers sont lancés ; mais, alors qu'ils sont encore en construction, les travaux s'interrompent pour priviligier la construction du Provence et du Grand Pavois qui sortent de terre sur le quai Pompidou en décembre 1967. Entre 1973 et 1974, La Grande Pyramide qui est le reflet inverse du pic Saint-Loup se construit au secteur nord du Port et favorise le renvoi du vent accumulé dans la ville vers l'extérieur du port pour faciliter la sortie en mer des plaisanciers[réf. nécessaire].
Le 1er octobre 1974, par arrêté municipal, La Grande-Motte se sépare de Mauguio et est officiellement créée' ; un odonyme local (place du 1er-Octobre-1974) rappelle cet événement. En juillet 1975 est posée la première pierre de l'église Saint-Augustin dont une des cloches, classée, du XVIIe siècle, provient de la cathédrale de Nîmes et en arbore d'ailleurs les armes, le fameux crocodile attaché à son palmier. Enfin, en octobre 1975, un référendum est organisé afin de choisir le nom des habitants : ils seront « Grands-Mottois »[réf. nécessaire]. Ainsi en ont décidé les 344 votants favorables (130 ayant voté contre). À partir de 1979, les premiers immeubles du quartier du Couchant se construisent. Les constructions d'immeubles se sont étalées sur les vingt années suivantes.
Le 2 décembre 1982, la nouvelle mairie est inaugurée ; puis, en janvier 1983, le palais des congrès entre en service. En 1986 est inauguré le golf de type « Floridien » conçu par Robert Trent Jones, suivi en 1987 par le centre de thalassothérapie. En 1988, la ville est dotée d'un collège. Le 21 juin 2002 Jean Balladur, décédé quelques jours plus tôt (le 15 juin), est inhumé à La Grande-Motte.
En septembre 2025, Le New York Times consacre un article à la station et estime qu'elle "est un lieu de vacances paradisiaque, à l'architecture unique au monde".

## Politique et administration

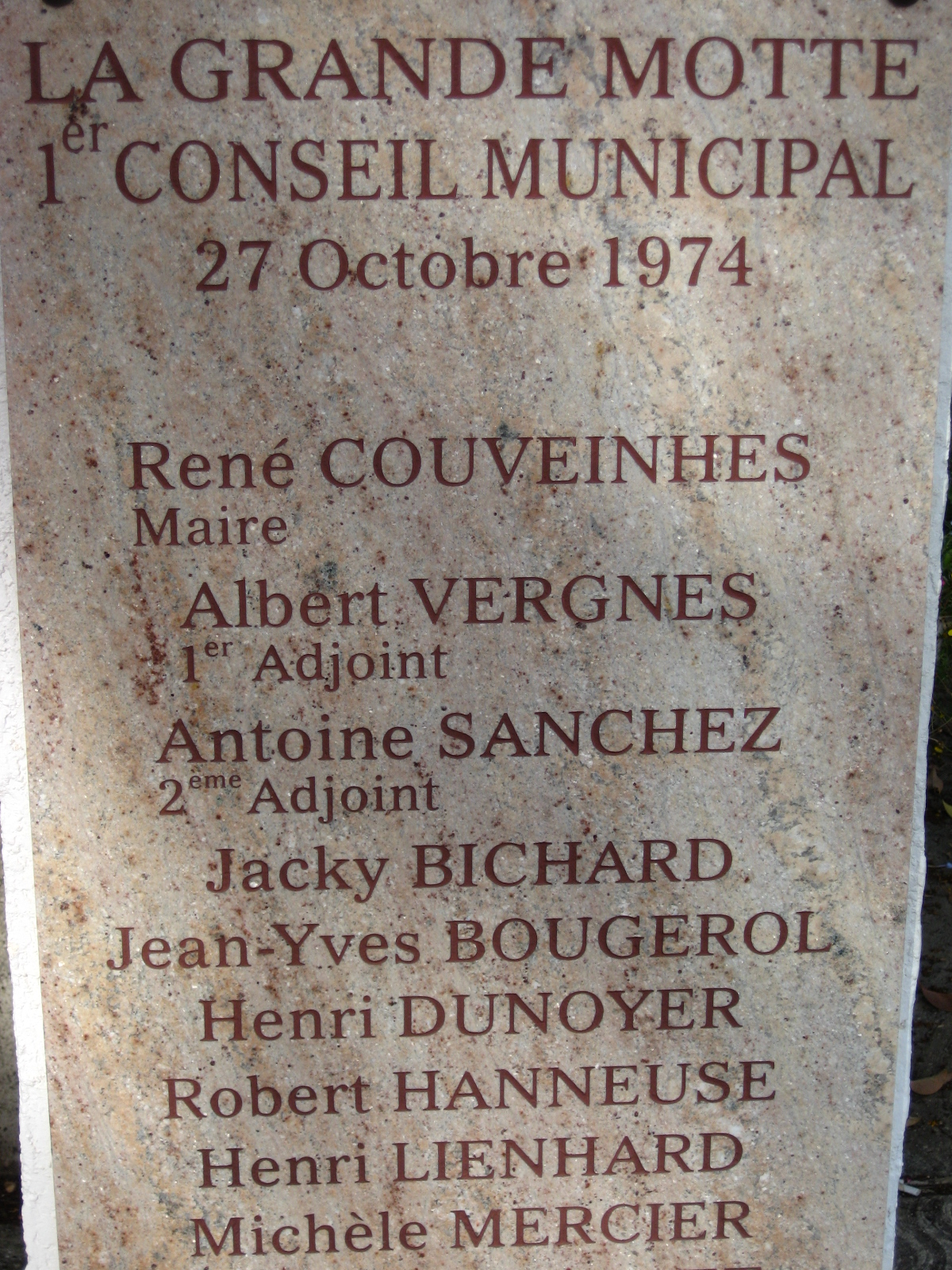
Plaque commémorative 1er conseil municipal.

### Administration municipale
Ancien territoire et nouveau quartier de la commune de Mauguio, la Grande-Motte en a été détachée après consultation des habitants par le préfet de l'Hérault le 1er octobre 1974. À partir de 1970, il s'était avéré que les habitants de la ville-centre et du nouveau quartier n'avaient pas les mêmes projets et la même vision du rôle de la municipalité dans l'avenir de la station balnéaire. Cette station planifiée sert souvent de modèle de station balnéaire dans les formations de géographie au lycée et à l'université[réf. nécessaire].
Membre de la communauté de communes du Pays de l'Or (regroupant alors essentiellement les communes du canton de Mauguio), elle a quitté le 1er janvier 2004, la communauté d'agglomération de Montpellier à laquelle elle avait été intégrée contre l'avis du conseil municipal[réf. nécessaire].
En mars 2020, alors que la France fait face à l'épidémie de coronavirus, les élections municipales se résument à un référendum pour ou contre le projet du maire, M. Rossignol. Son projet, chiffré à 64 millions d'euros vise à agrandir le port, réorganiser les zones techniques et créer de nouveaux logements.

### Liste des maires
| Période      | Période                         | Identité            | Étiquette      | Qualité |
| ------------ | ------------------------------- | ------------------- | -------------- | --- |
| octobre 1974 | mai 1993                        | René Couveinhes     | UDR puis RPR   | Député de l'Hérault (1968 → 1973 et 1986 → 1997) Conseiller général de Montpellier-III (1973 → 1989) Conseiller régional de Languedoc-Roussillon (1986 → 1998) 1er vice-président du conseil régional (1986 → 1998) Démissionnaire |
| mai 1993     | juin 1995                       | Philippe Couveinhes | RPR            | Ancien directeur de cabinet Conseiller général de Montpellier-III (1992 → 1998) |
| juin 1995    | janvier 1999                    | Serge Durand        | DVD (app. RPR) | Notaire Réélu en 1996 lors d'une élection municipale partielle |
| janvier 1999 | mars 2008                       | Henri Dunoyer       | RPR puis UMP   | Ancien premier adjoint Élu à la suite d'une élection municipale partielle |
| mars 2008    | En cours (au 28 septembre 2021) | Stéphan Rossignol,  | UMP puis LR    | Permanent politique Conseiller régional d'Occitanie (2015 → ) Président de la CA du Pays de l'Or (2014 → ) |

### Jumelages
La Grande-Motte est jumelée avec les villes de :
- Hornsea (Angleterre) ;
- Hoyo de Manzanares (Espagne). Les premières constructions ont commencé en 1980.

## Communication et devise
Communication logotypée
Une communication spécifique a été créée pour les 40 ans de la Grande-Motte en 2008. Cette identité graphique a substitué le traditionnel logotype de la ville. La dune identitaire et pyramidale de la ville contient le chiffre 40. La commune a souhaité mettre en avant un esprit de fête et des couleurs « acidulées ». Le chiffre 4 représente une voile[réf. nécessaire].

Évolutions des logotypes :
Logotype de la ville, utilisé jusqu'en 2007.
Logotype de la ville, aux couleurs acidulées, réalisé en 2008.
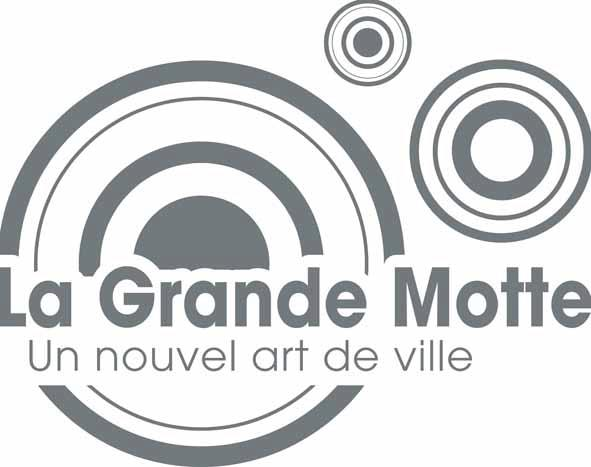
Logotype de la ville, de couleur marron, jusqu'en 2010.
Logotype imaginé pour célébrer les 40 ans de la Grande-Motte.
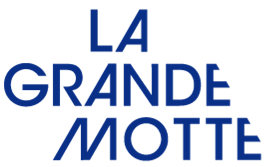
Logotype de la ville depuis 2018.

Devise
« Un nouvel art de ville », autre devise : « Inventée pour une vie meilleure »[réf. nécessaire].

## Population et société

### Démographie
L'évolution du nombre d'habitants est connue à travers les recensements de la population effectués dans la commune depuis 1975. Pour les communes de moins de 10 000 habitants, une enquête de recensement portant sur toute la population est réalisée tous les cinq ans, les populations de référence des années intermédiaires étant quant à elles estimées par interpolation ou extrapolation. Pour la commune, le premier recensement exhaustif entrant dans le cadre du nouveau dispositif a été réalisé en 2006.

En 2022, la commune comptait 8 508 habitants, en évolution de −4,21 % par rapport à 2016 (Hérault : +7,49 %, France hors Mayotte : +2,11 %).
| 1975  | 1982  | 1990  | 1999  | 2006  | 2011  | 2016  | 2021  | 2022  |
| ----- | ----- | ----- | ----- | ----- | ----- | ----- | ----- | ----- |
| 2 165 | 3 939 | 5 016 | 6 458 | 8 202 | 8 488 | 8 882 | 8 573 | 8 508 |

### Santé
- Médecins généralistes sur la commune ;
- Clinique mutualiste Jean-Léon : soins de suite et de réadaptation.

### Sports et loisirs
- La Grande-Motte a accueilli trois arrivées du Tour de France :

| Édition | Étape                                  | Kilométrage | Vainqueur de l'étape |
| ------- | -------------------------------------- | ----------- | -------------------- |
| 1969    | 13e étape (Aubagne - La Grande-Motte)  | 195,5       | Guido Reybrouck      |
| 1972    | 10e étape (Castres - La Grande-Motte)  | 210         | Willy Teirlinck      |
| 2009    | 3e étape (Marseille - La Grande-Motte) | 196,5       | Mark Cavendish       |

- Le golf de la Grande-Motte a été créé par l'architecte de golf américain Robert Trent Jones sur 85 hectares de greens et de fairways, parsemés de plans d'eau. Basé sur un concept « floridien », ce golf est le premier de ce style en Europe[réf. nécessaire] et comprend : 42 trous, un grand practice avec 50 tapis, un putting green de 2 000 m2, un Pitch and Putt, une école de golf, des bunkers d'entraînement et un parcours international.

- Full Boxing Club La Grande-Motte ;
- 31 courts de tennis ;
- un centre hippique ;
- un parc et le Palais des Sports ;
- un parc accrobranche ;
- un skate parc ;
- des terrains de baseball et basket-ball ;
- un terrain de volley-ball sur les plages ;

- Le Centre nautique de La Grande-Motte bénéficie d'équipements et d'infrastructures principalement situés en bord de mer. Il dispose également d'un plan d'eau ouvert sur la mer, l'étang du Ponant, qui autorise la navigation en toute saison et par tous les vents. Le Centre est labellisé « École Française de Voile », est agréé par la Fédération Française de Voile et par le ministère de la Jeunesse et des Sports[réf. nécessaire].

- Port de plaisance labellisé Pavillon bleu avec 1 530 anneaux ;
- Centre d'entraînement Méditerranée, l'un des rares en France, puisqu'il n'y en a que deux ;
- Club d'Aviron sur l'étang du Ponant avec accès à mer par la passe des abîmes.
- Parc aquatique ;
- La pêche aux gros, à La traîne, sur épave, etc. organisées d'avril à octobre.

#### Activités de loisirs
- Le casino de La Grande-Motte est affilié au groupe Partouche. Le casino historique situé en front de mer a été remplacé depuis septembre 2012 par un nouveau casino, appelé « Pasino », situé à l'entrée de la ville (derrière le Palais des Congrès)[58]. Le début des travaux a été retardé en raison de la crise financière, le projet s'élevant initialement à 13 millions d'euros. Le casino possède également deux restaurants, des bars et des salles de réception. Il accueille également des séminaires d'entreprises. Selon un bulletin municipal de 2018, le Pasino contribue largement au budget municipal, à hauteur de 12 %. Sur le site de l'ancien casino, en front de mer, on verra une résidence de très grand luxe avec piscine à débordement.

Les jeux suivants se trouvent au casino : Roulette (3 Anglaises), Bataille (3 tables), Black Jack (3 tables), Texas Hold'em Poker (8 tables) et 204 machines à sous (de 5 centimes à 5 euros).
- On trouve à la Grande-Motte 14 plages privées et un Institut de thalassothérapie.

#### Galerie des sports et loisirs

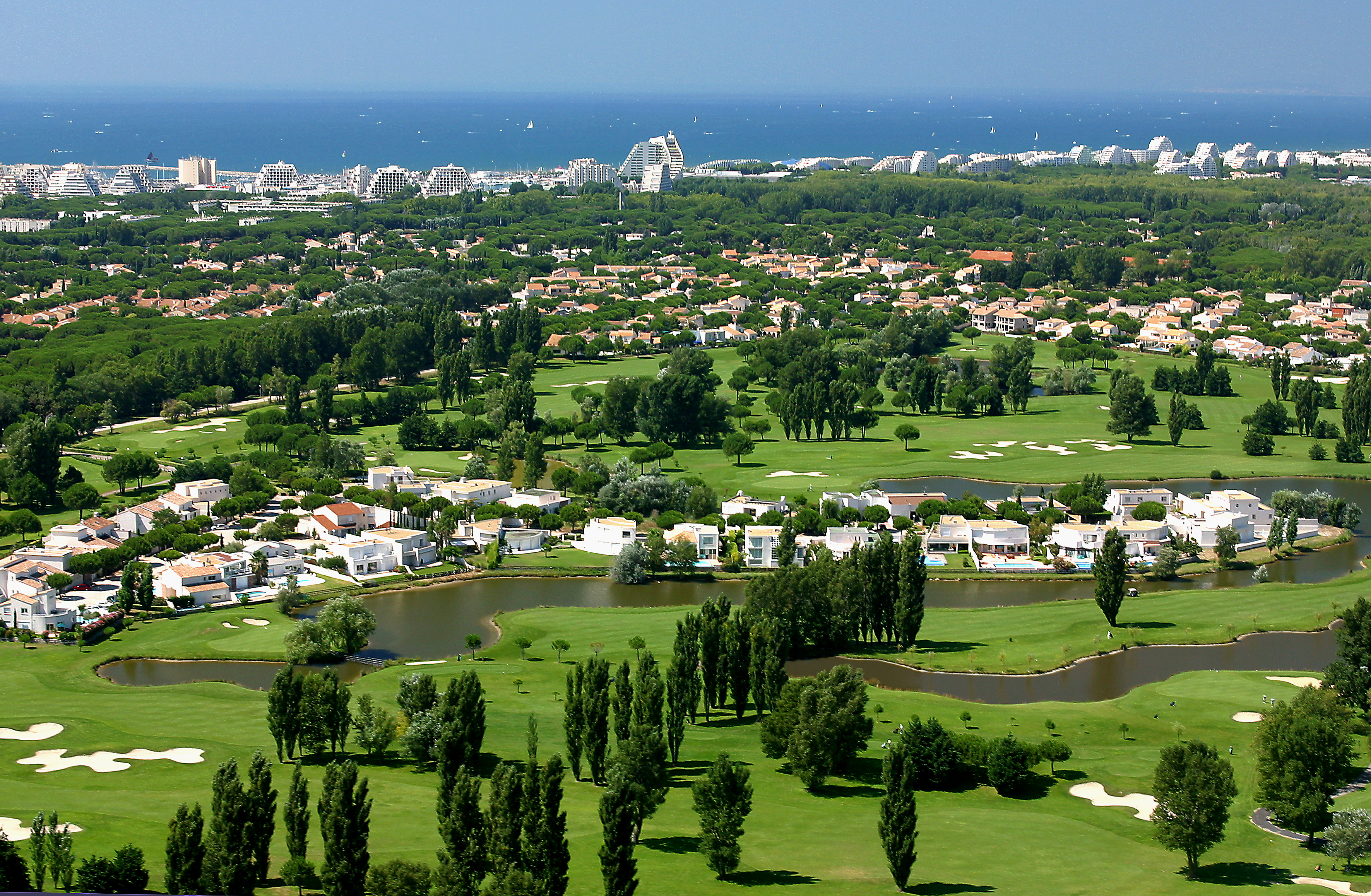
Vue générale du golf en 2011.
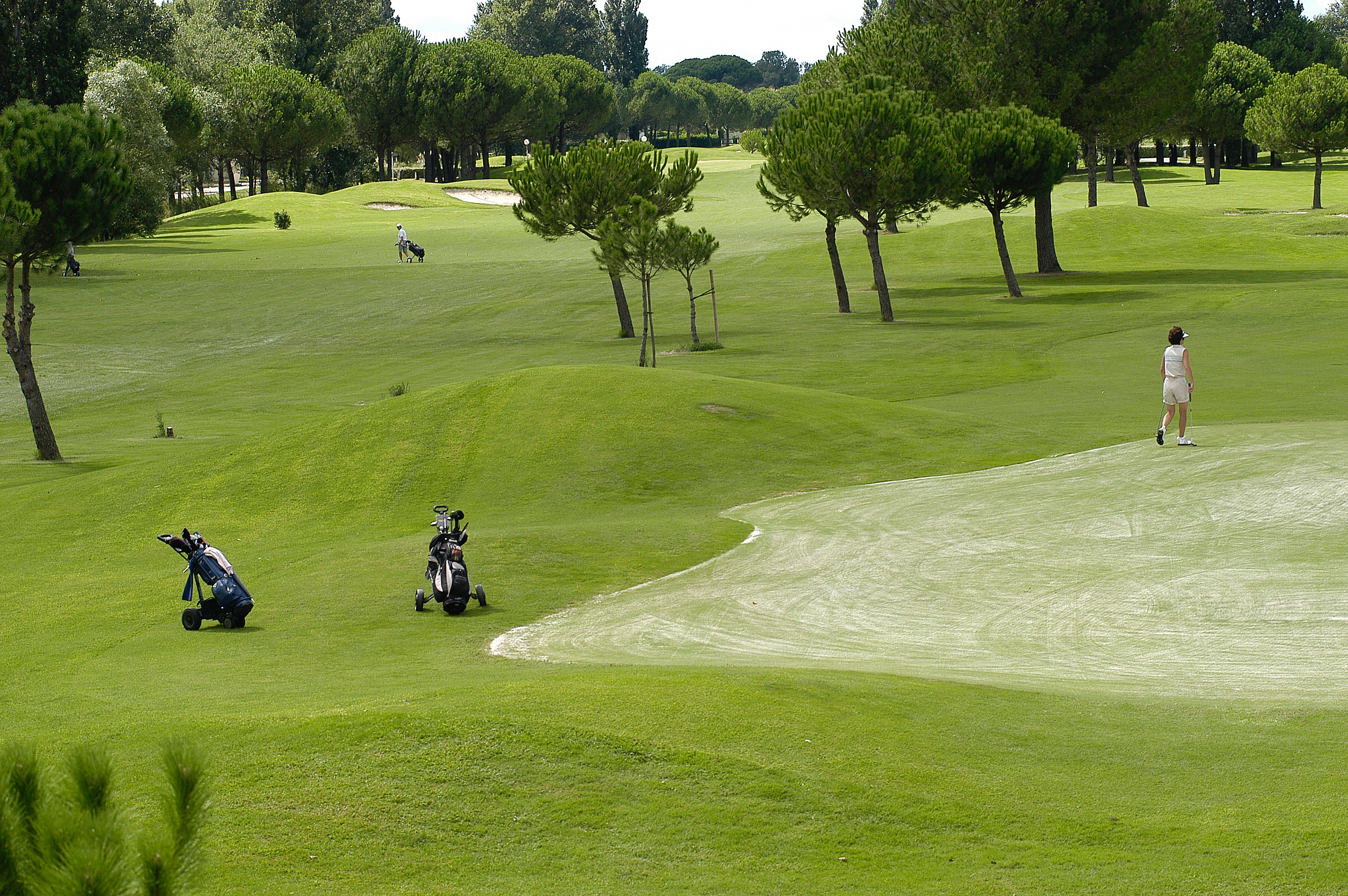
Le golf de la Grande-Motte.
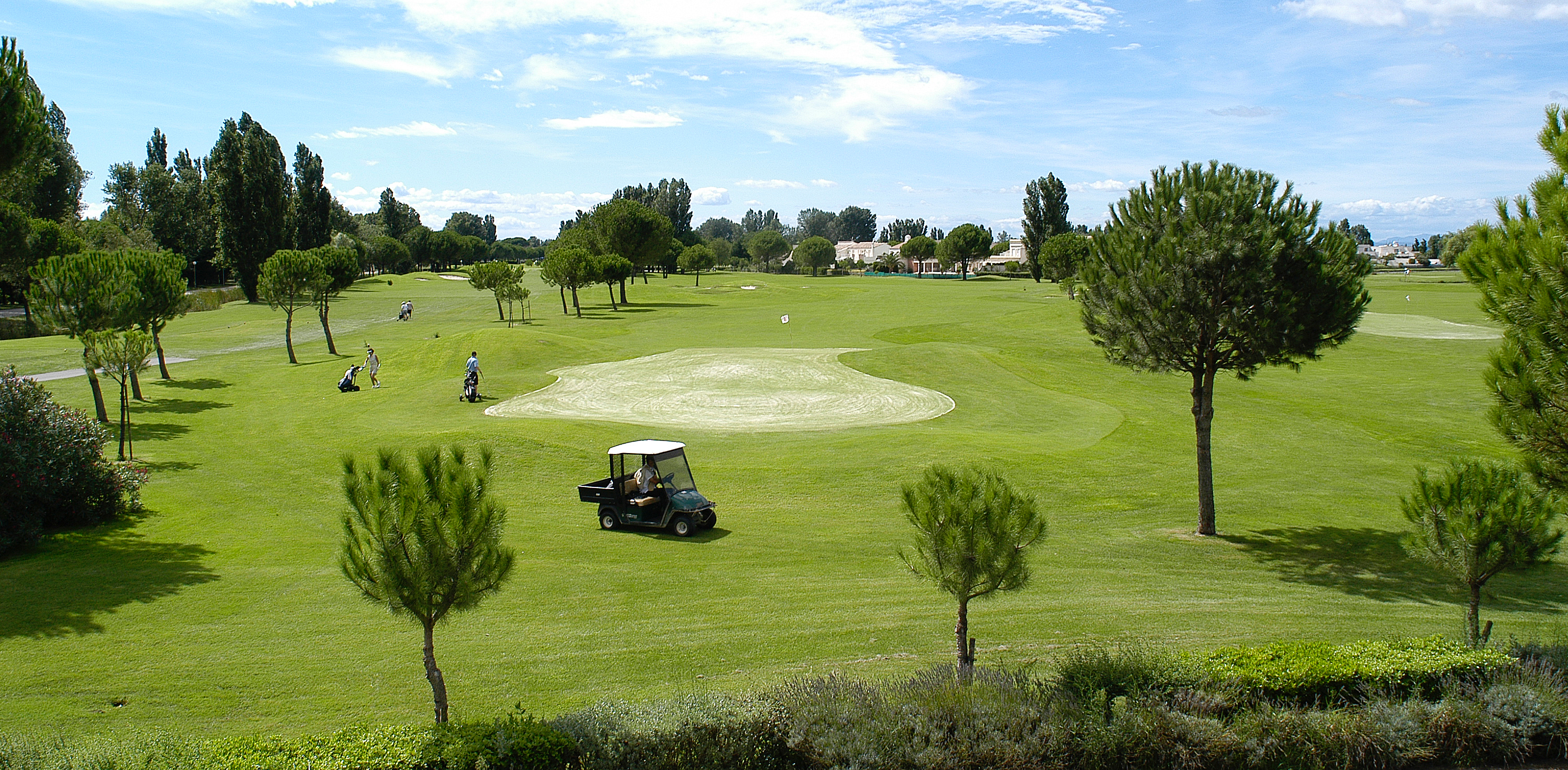
Vue panoramique du golf.
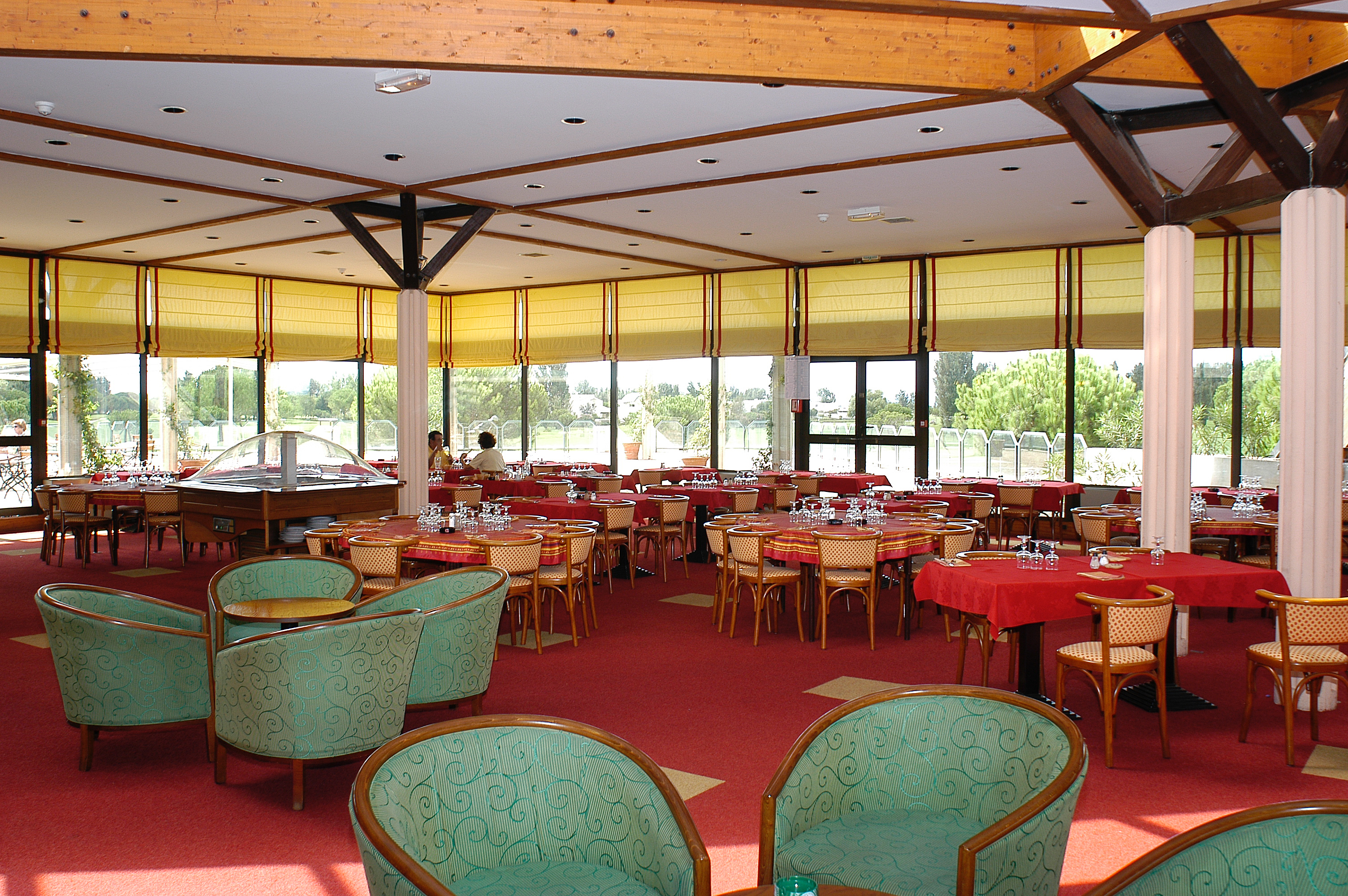
Club house.
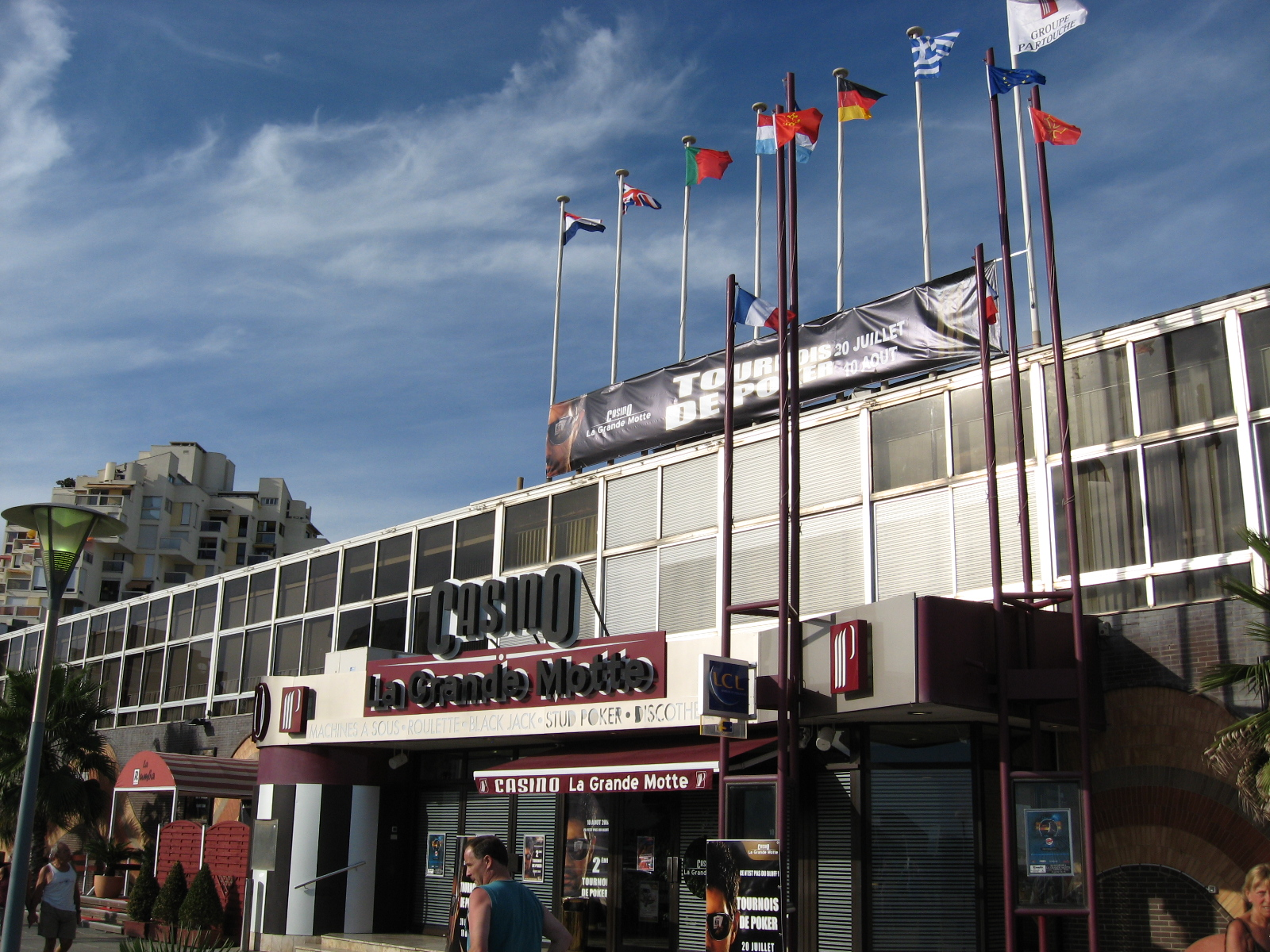
L'ancien casino, situé avenue du Casino.

## Économie

### Revenus
En 2018, la commune compte 6 197 ménages fiscaux, regroupant 10 142 personnes. La médiane du revenu disponible par unité de consommation est de 21 830 € (20 330 € dans le département). 51 % des ménages fiscaux sont imposés (45,8 % dans le département).

### Emploi
|                | 2008   | 2013   | 2018   |
| -------------- | ------ | ------ | ------ |
| Commune        | 12,7 % | 12 %   | 16,4 % |
| Département    | 10,1 % | 11,9 % | 12 %   |
| France entière | 8,3 %  | 10 %   | 10 %   |

En 2018, la population âgée de 15 à 64 ans s'élève à 4 602 personnes, parmi lesquelles on compte 71,8 % d'actifs (55,4 % ayant un emploi et 16,4 % de chômeurs) et 28,2 % d'inactifs,. Depuis 2008, le taux de chômage communal (au sens du recensement) des 15-64 ans est supérieur à celui de la France et du département.
La commune fait partie de la couronne de l'aire d'attraction de Montpellier, du fait qu'au moins 15 % des actifs travaillent dans le pôle,. Elle compte 3 012 emplois en 2018, contre 2 977 en 2013 et 2 727 en 2008. Le nombre d'actifs ayant un emploi résidant dans la commune est de 2 624, soit un indicateur de concentration d'emploi de 114,8 % et un taux d'activité parmi les 15 ans ou plus de 42,6 %.
Sur ces 2 624 actifs de 15 ans ou plus ayant un emploi, 1 197 travaillent dans la commune, soit 46 % des habitants. Pour se rendre au travail, 71,3 % des habitants utilisent un véhicule personnel ou de fonction à quatre roues, 3,7 % les transports en commun, 19,6 % s'y rendent en deux-roues, à vélo ou à pied et 5,4 % n'ont pas besoin de transport (travail au domicile).

### Activités hors agriculture

#### Secteurs d'activités
1 693 établissements sont implantés  à la Grande-Motte au 31 décembre 2019. Le tableau ci-dessous en détaille le nombre par secteur d'activité et compare les ratios avec ceux du département,.
| Secteur d'activité                                                                                        | Commune | Commune | Département |
| Secteur d'activité                                                                                        | Nombre  | %       | %           |
| --- | ------- | ------- | ----------- |
| Ensemble                                                                                                  | 1 693   | 100 %   | (100 %)     |
| Industrie manufacturière, industries extractives et autres                                                | 68      | 4 %     | (6,7 %)     |
| Construction                                                                                              | 108     | 6,4 %   | (14,1 %)    |
| Commerce de gros et de détail, transports, hébergement et restauration                                    | 686     | 40,5 %  | (28 %)      |
| Information et communication                                                                              | 33      | 1,9 %   | (3,3 %)     |
| Activités financières et d'assurance                                                                      | 44      | 2,6 %   | (3,2 %)     |
| Activités immobilières                                                                                    | 137     | 8,1 %   | (5,3 %)     |
| Activités spécialisées, scientifiques et techniques et activités de services administratifs et de soutien | 243     | 14,4 %  | (17,1 %)    |
| Administration publique, enseignement, santé humaine et action sociale                                    | 218     | 12,9 %  | (14,2 %)    |
| Autres activités de services                                                                              | 156     | 9,2 %   | (8,1 %)     |

Le secteur du commerce de gros et de détail, des transports, de l'hébergement et de la restauration est prépondérant sur la commune puisqu'il représente 40,5 % du nombre total d'établissements de la commune (686 sur les 1693 entreprises implantées à La Grande-Motte), contre 28 % au niveau départemental.

#### Entreprises et commerces
Les cinq entreprises ayant leur siège social sur le territoire communal qui génèrent le plus de chiffre d'affaires en 2020 sont : 
- Grand Large Yachting Mediterranee, construction de bateaux de plaisance (25 192 k€)
- Casino De La Grande Motte, organisation de jeux de hasard et d'argent (14 590 k€)
- Nauti-Cap, commerce de détail d'articles de sport en magasin spécialisé (13 021 k€)
- Grandali, supermarchés (11 831 k€)
- Les Berges Du Ponant, location de terrains et d'autres biens immobiliers (3 587 k€)

La Grande-Motte vit essentiellement du tourisme estival. Néanmoins, la mairie tente de diversifier son offre en attirant un tourisme d'affaires lié à son palais des congrès, ainsi que de proposer une activité récréative tout-au-long de l'année à la population montpelliéraine notamment avec un golf, un centre aquatique. De plus, le port de plaisance est l'un des principaux de la zone.
Même si la Grande-Motte est l'une des stations phares du Languedoc, elle est loin de connaître le syndrome « ville morte » en dehors de l'été grâce à ses nombreux commerces et à son collège. Néanmoins, il faut reconnaître une baisse notable de la population lors de la morte saison, en hiver.

### Agriculture
|               | 1988 | 2000 | 2010 | 2020 |
| ------------- | ---- | ---- | ---- | ---- |
| Exploitations | 0    | 1    | 1    | 2    |
| SAU (ha)      | 0    | 0    | 59   | 227  |

La commune est dans la « Plaine viticole », une petite région agricole occupant la bande côtière du département de l'Hérault. En 2020, l'orientation technico-économique de l'agriculture  sur la commune est l'élevage d'équidés et/ou d' autres herbivores. Deux exploitations agricoles ayant leur siège dans la commune sont dénombrées lors du recensement agricole de 2020 (aucune  en 1988). La superficie agricole utilisée est de 227 ha,,.

## Culture et patrimoine

### Patrimoine
La redoute du Grand-Travers

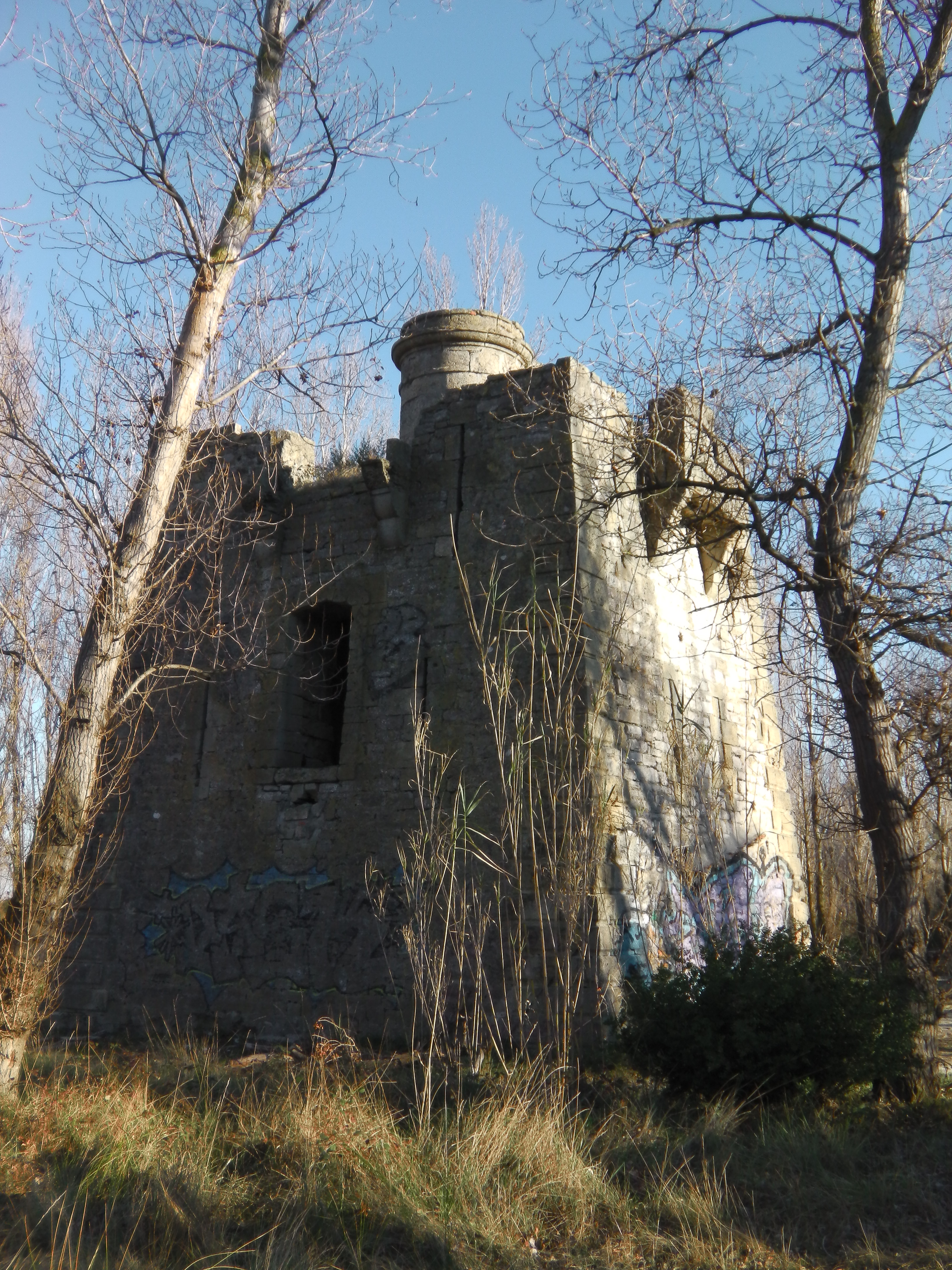
La Redoute du Grand-Travers

La tour fortifiée (La Redoute) datant du XVIIIe siècle. Il s'agit d'une ancienne Tour de guet ou Tour Signal, construite à la même période que celle de Palavas-les-Flots (la Redoute de Ballestras), les Aresquiers Frontignan ou encore au Grau du Roi. Elle fait partie d'un ensemble de bâtiments identiques qui étaient fortifiés le long du littoral. Construite en 1743 par l’ingénieur militaire Jacques Philippe Mareschal sur ordonnance royale de Louis XV, elle servait à protéger la côte des périls liés à la guerre de Succession d'Autriche.
Située près de la plage du Grand-Travers, il s'agit du plus ancien bâtiment construit sur le territoire de la commune. Il est inscrit au titre des monuments historiques depuis 1996.

### Lieux et monuments

#### Plages et étang
- Plage du Couchant : non loin du port de plaisance, c'est une plage familiale et de loisirs nautiques.
- Plage du Point Zéro et du centre-ville : le long de la promenade du front de mer avec restaurants, glaciers et boutiques.
- Plage du Grand Travers : la plage la plus sauvage. Les dunes et la pinède situées en amont de cette plage sont protégées par le Conservatoire du Littoral. Ses eaux, quant à elles, sont labellisées site Natura 2000 pour œuvrer à la conservation de ses herbiers de posidonie et de sa vie sous-marine. Dans la continuité du Petit Travers (Carnon), c'est une des plages les plus prisées des habitants de l'agglomération urbaine de Montpellier.
- L'étang du Ponant : étang marin partagé avec la commune du Grau-du-Roi (Gard), il offre un spot de planche à voile réputé dans la région pour son accès facile.

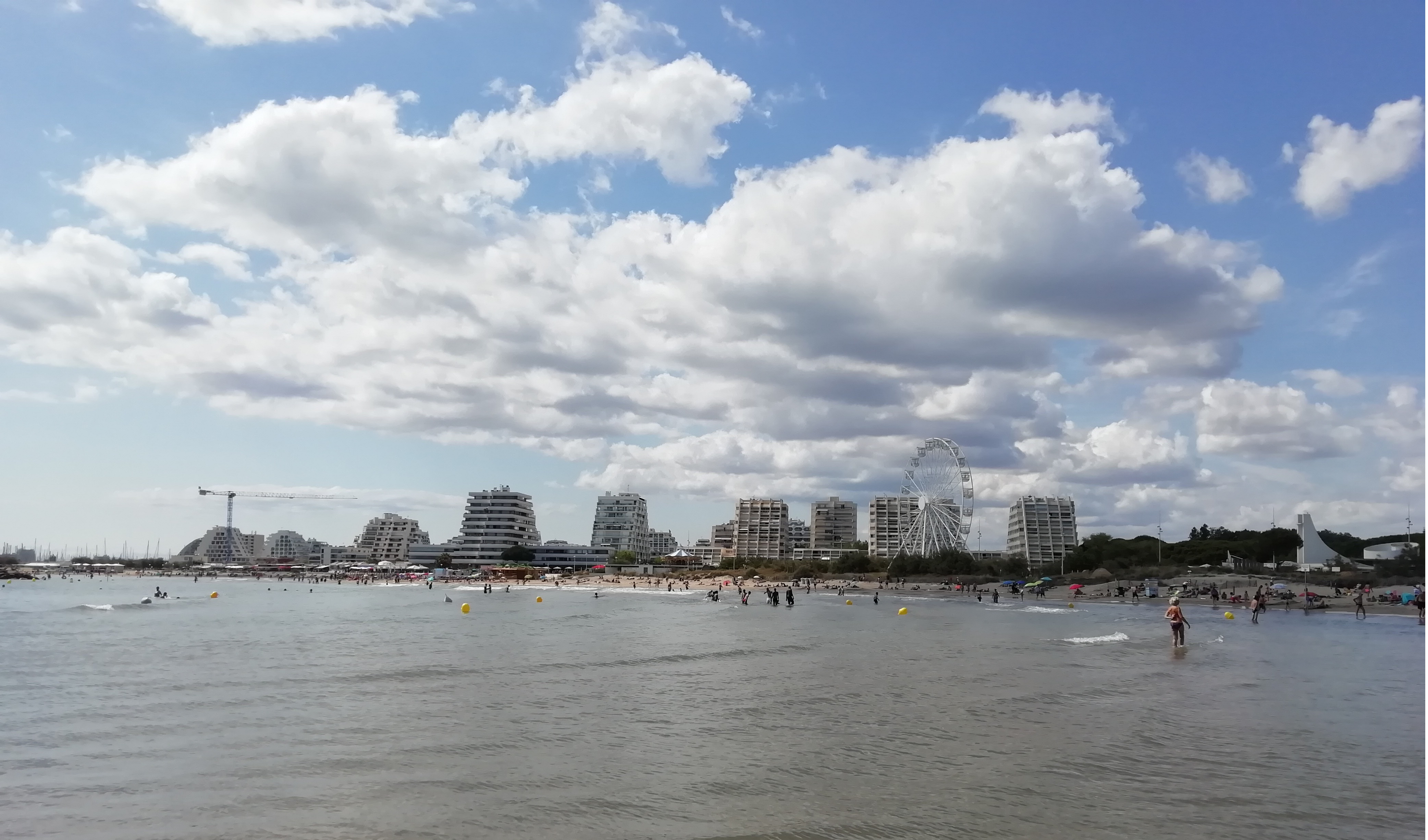
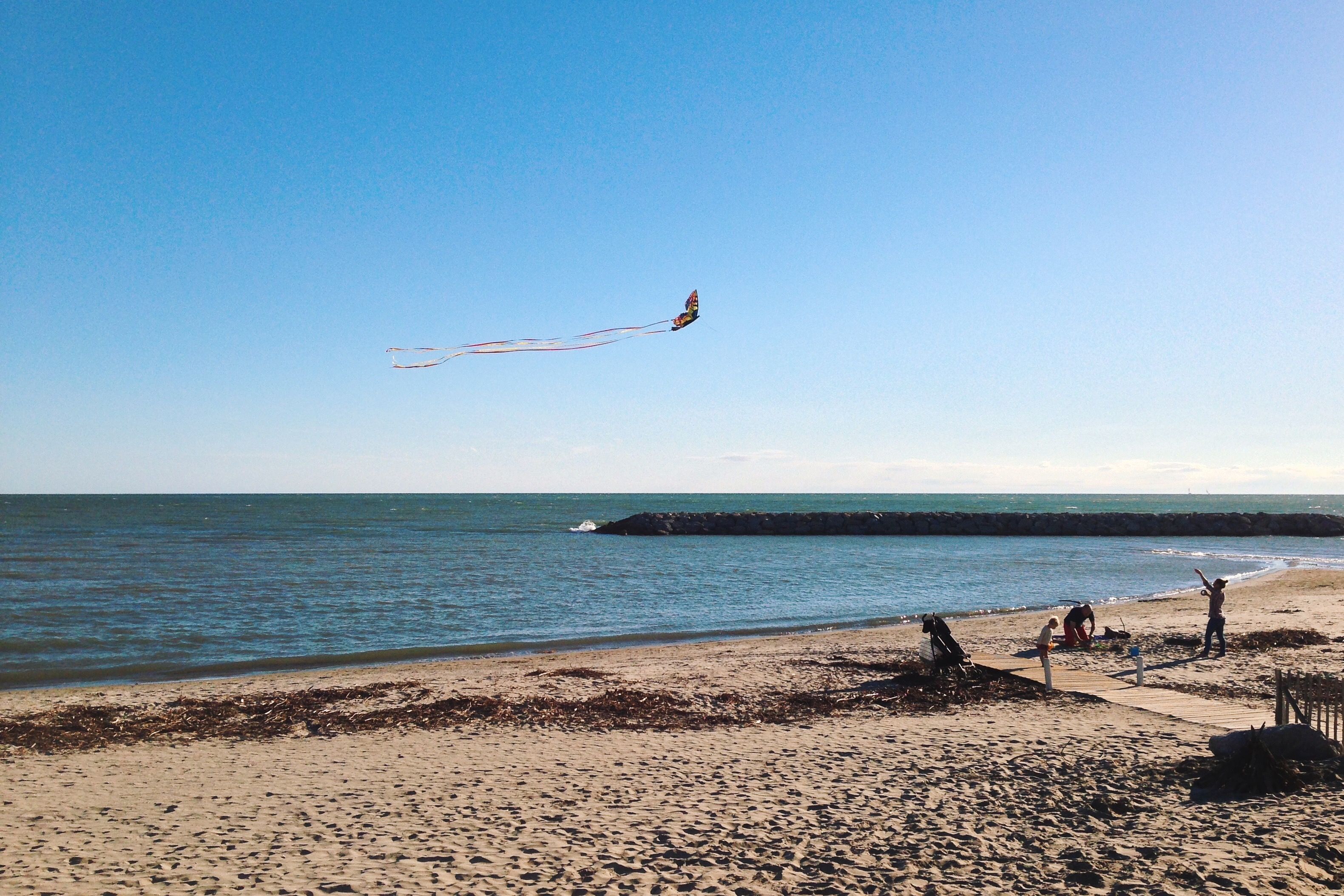
Vue générale d'une plage en fin de journée d'octobre 2014.
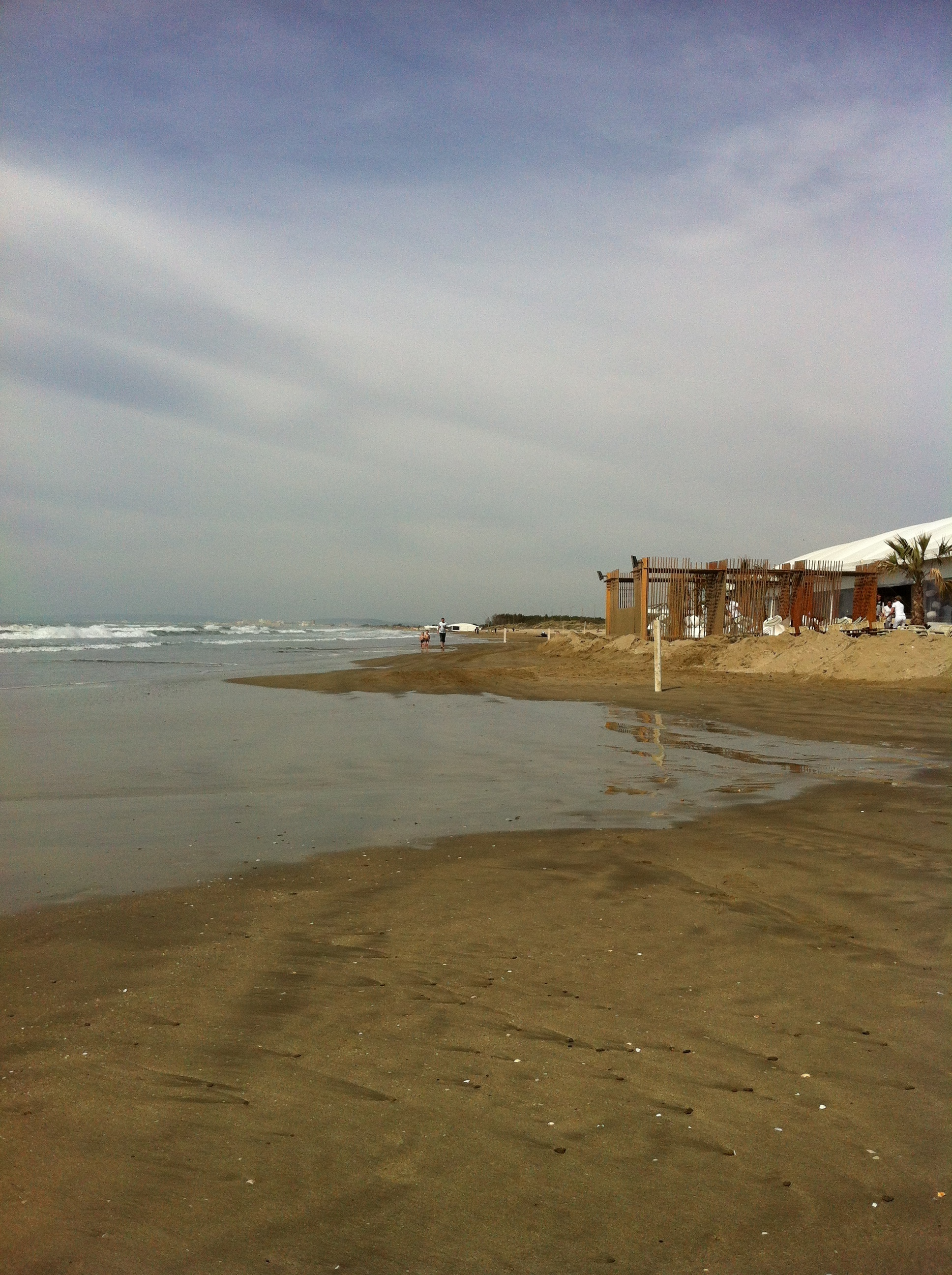
Vue de la plage du Grand Travers.
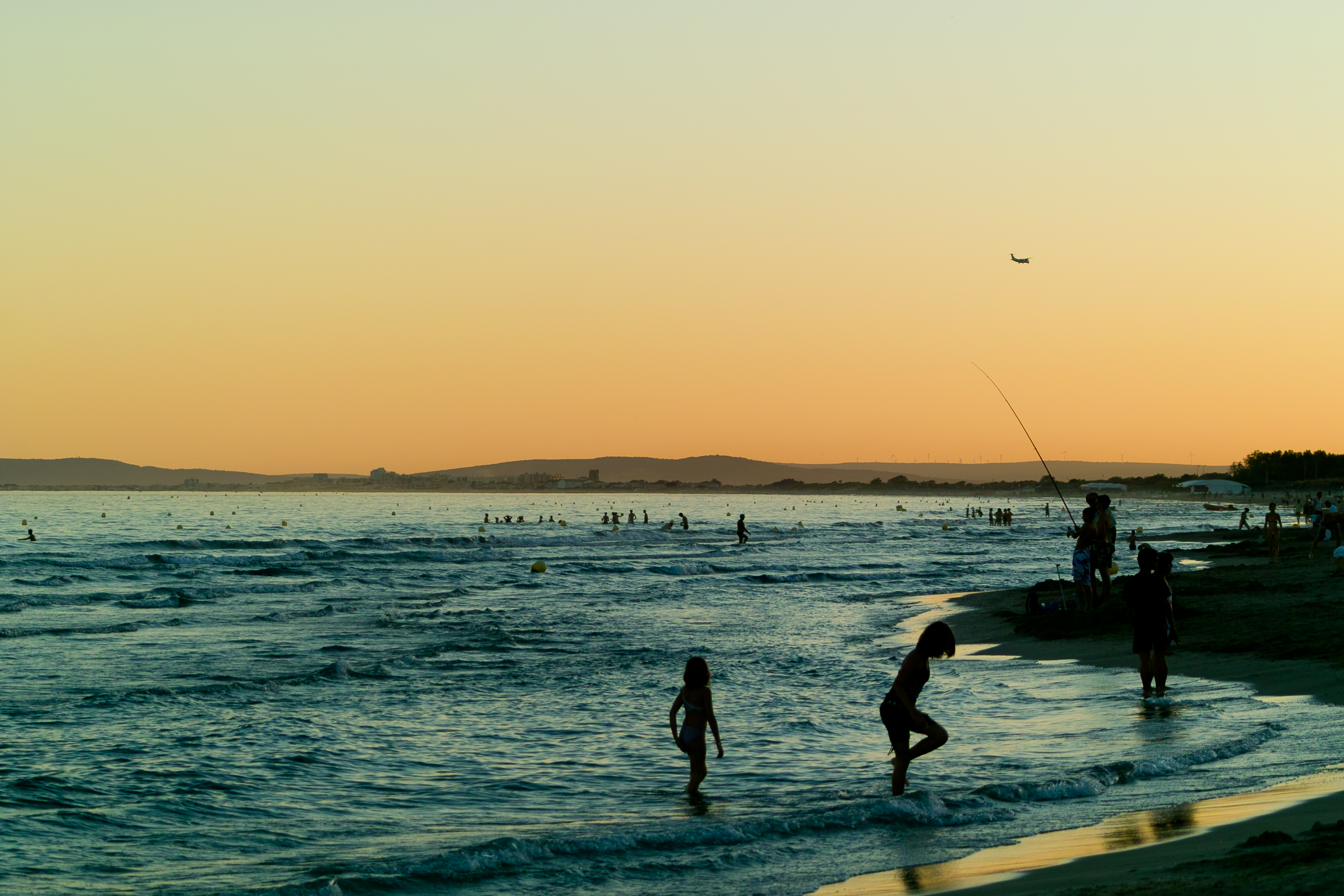
Vue de la plage au coucher du soleil en juillet 2010.
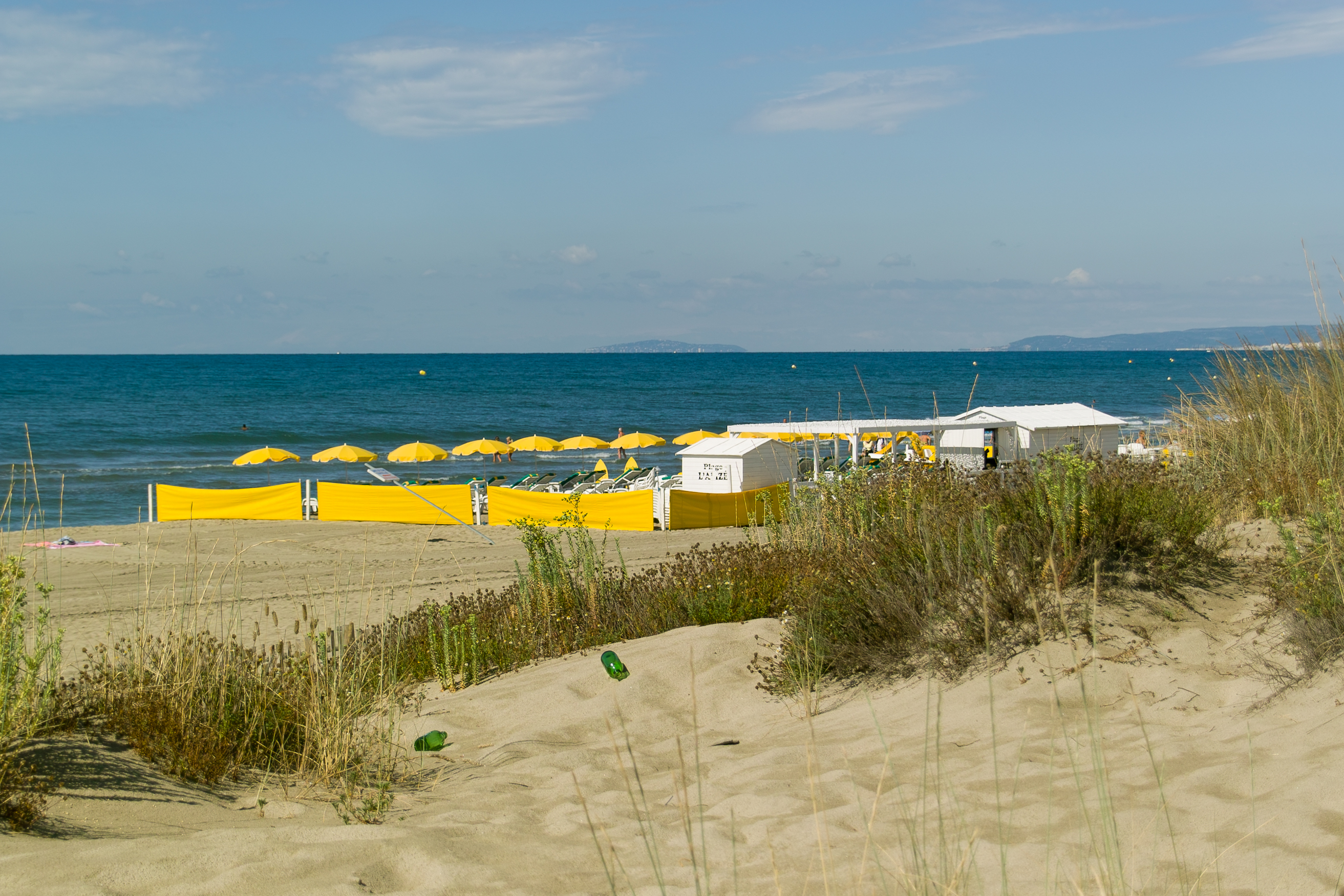
Vue d'un espace aménagé de location de transats.
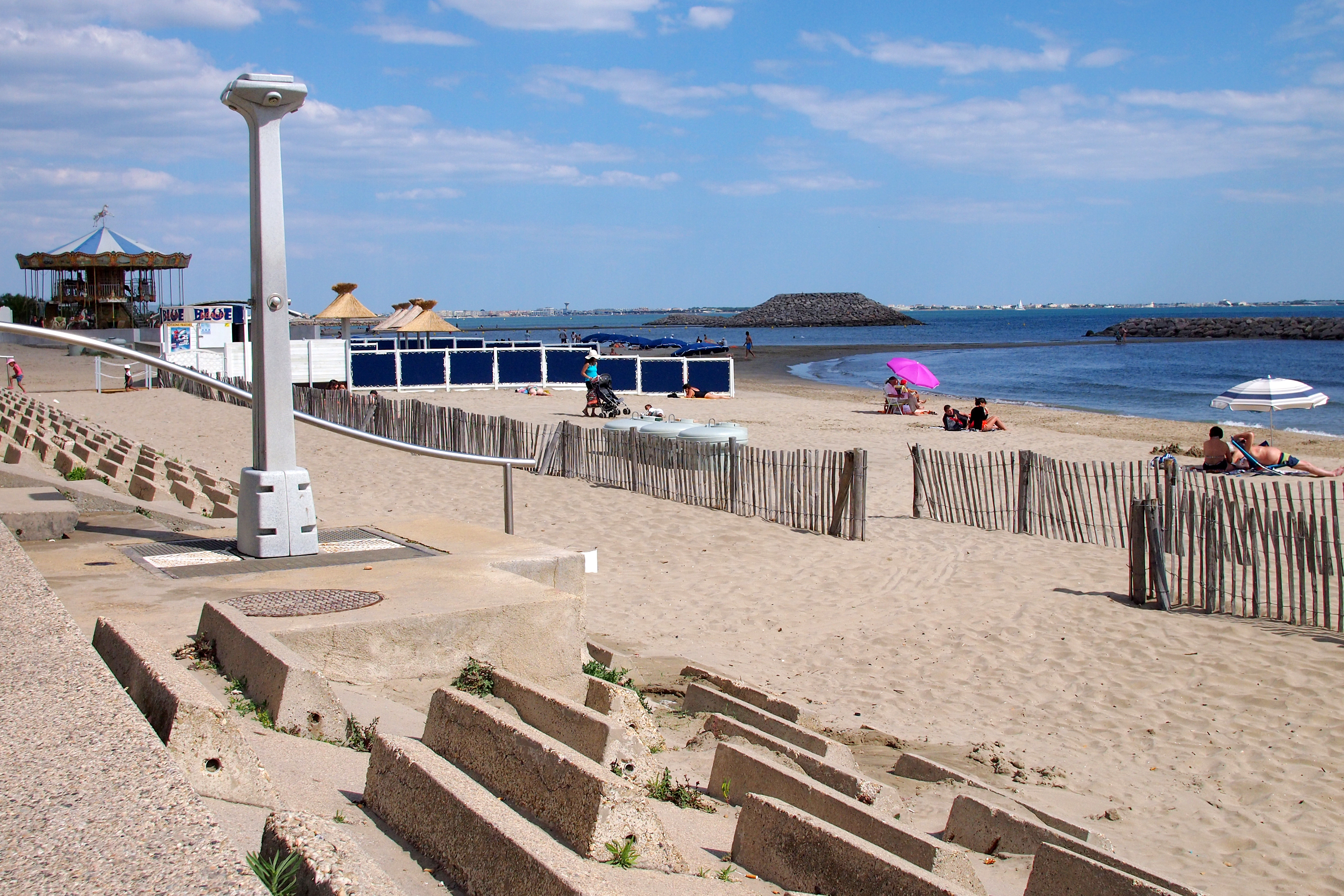
Vue générale d'une plage en 2014.
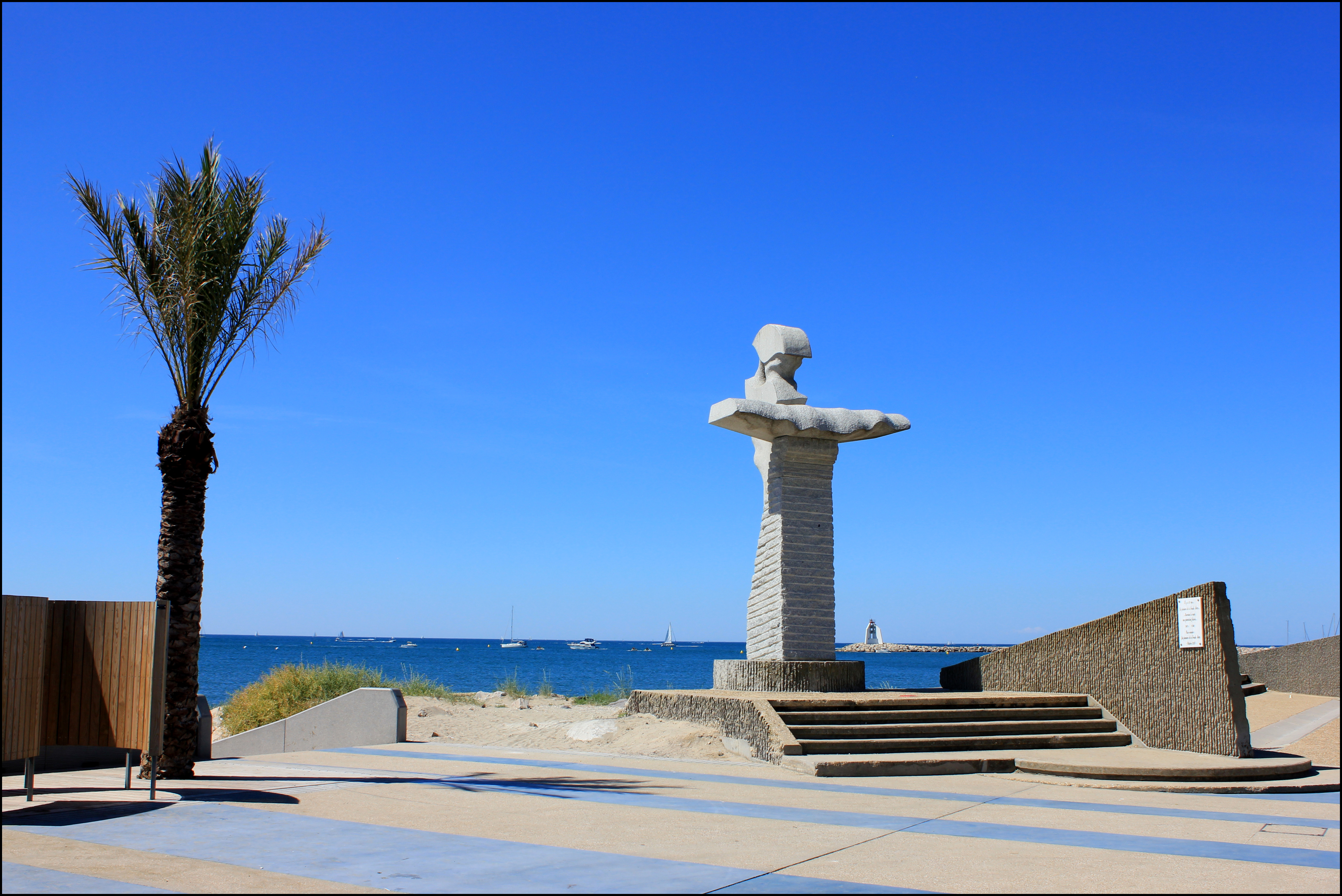
Vue sur l'accès d'une des plages de La Grande-Motte.

#### Architecture de la Grande-Motte

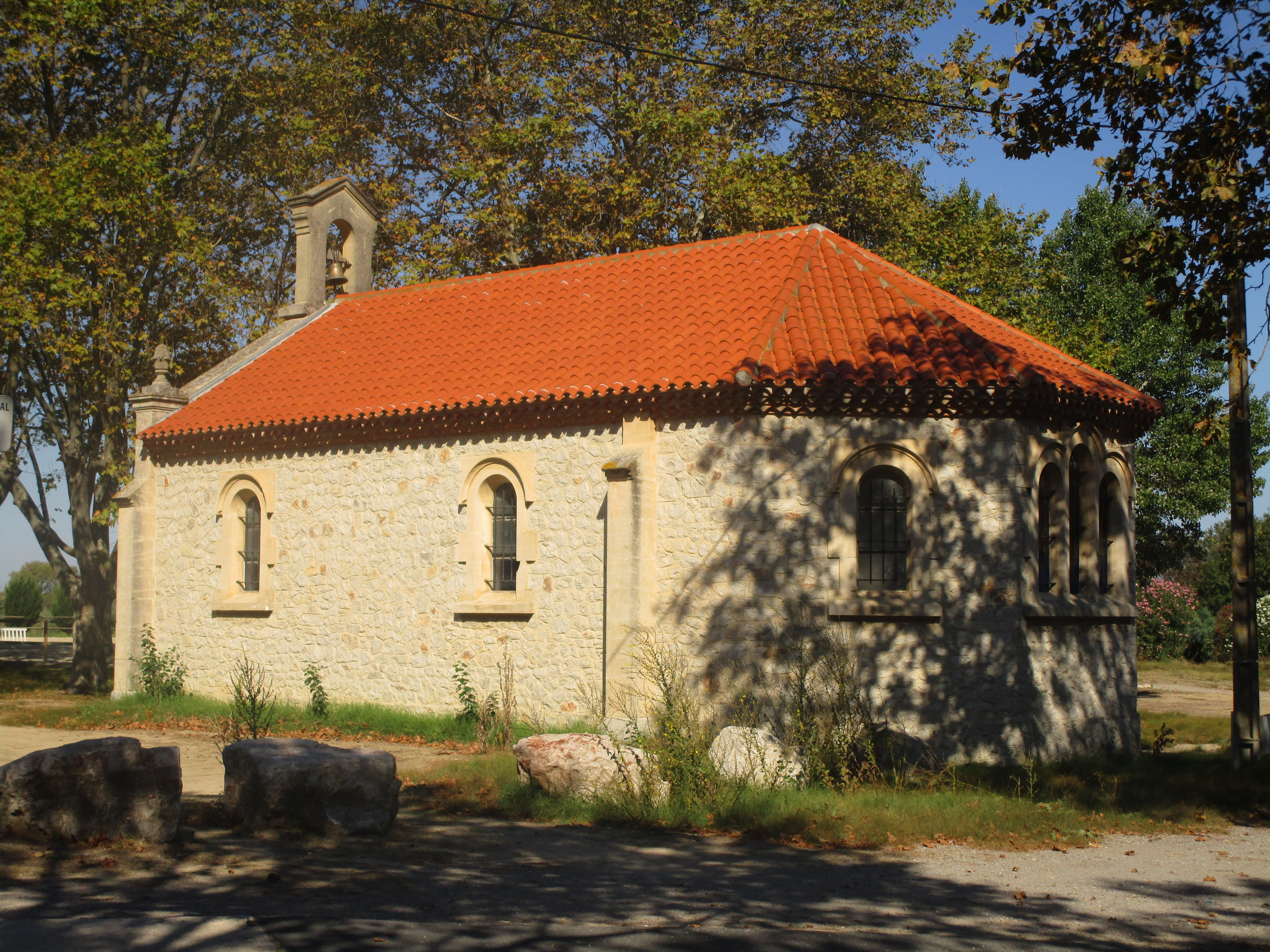
Vue de la chapelle de la Petite Motte.

- La place de la Mairie : à l'origine, aucune mairie n'est prévue, puisque la Grande-Motte fait partie de la commune de Mauguio. Le 1er octobre 1974, la Grande-Motte devient une commune à part entière. La mairie est inaugurée en décembre 1982. Jean Balladur, architecte de la Grande-Motte, est à l’origine du projet et tout particulièrement du choix de son implantation. C'est ensuite Pierre Dezeuze qui donne à ce bâtiment le visage que nous lui connaissons aujourd'hui. Sur le sol de la place est dessiné un labyrinthe en dallage rouge et une fontaine, source de vie, représente le fond de scène de cette place.
- L'église Saint-Augustin de La Grande-Motte : la 1re pierre est posée le 13 juillet 1975. L'église est constituée de deux courbes, qui enveloppent un espace extérieur et un espace intérieur. Deux paraboles montent vers le ciel pour former un ovale, dans lequel est installée deux cloches dont une inscrite MH datant de 1603 et qui porte l'inscription « Mon ton appelle le peuple ». Cette cloche a été offerte par l'évêché en 1982, elle était entreposée dans la chapelle des Pénitents de Montagnac, elle provient originellement de la ville de Nîmes et porte les armes de la cité gardoise. Une seconde cloche a été bénie et installée dans le clocher en octobre 2014 afin de commémorer les 40 ans de la création de la Grande-Motte.
- Temple de l'Église réformée de France de La Grande-Motte.
- Chapelle de la Petite Motte de La Grande-Motte.
- Le Palais des congrès Jean-Balladur : Jean Balladur veut donner une forme résolument différente à ce lieu de rassemblement par rapport aux pyramides voisines. Il s'inspire pour cela de la forme d'un galet. Inauguré en janvier 1983, ses ellipses, qui ressemblent à deux tonneaux, sont des « puits de science » où s'abreuvent les congressistes.

#### Immeubles d'habitation
- La Grande Pyramide construite en 1974 et dessinée par Jean Balladur en s'inspirant des marinas baie des anges (Villeneuve-Loubet). Elle est haute de quinze étages, par conséquent, celle-ci domine toute la ville. Elle réalise une liaison entre la partie mâle de la ville (pyramides hautes et droites du centre-ville) et la partie femelle (quartier du couchant avec des pyramides aux formes courbes et arrondies). Elle est symétriquement opposée aux formes du pic Saint-Loup qui la surplombe. C'est l'immeuble le plus haut de la ville.
- Le Point Zéro : ce bâtiment est adossé et conforte la « dune originelle », la dune de cinq mètres qui a donné son nom à la Grande-Motte. Au départ, le point zéro faisait office de mairie, d'école et de gendarmerie.

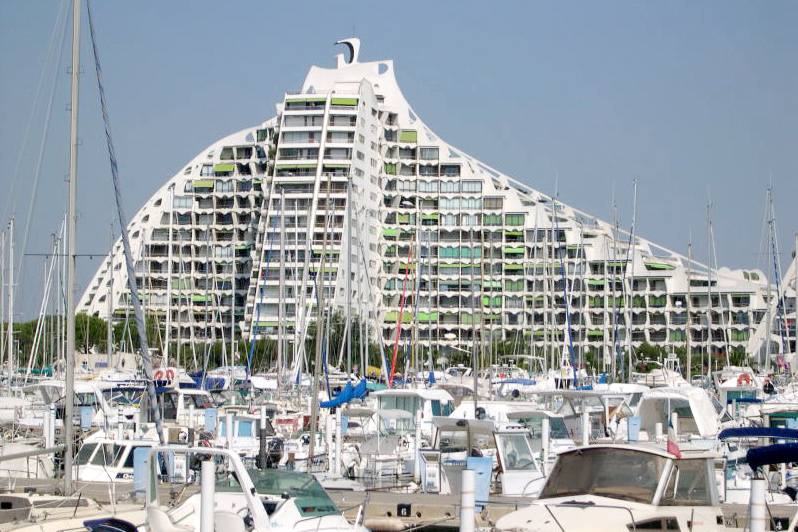
La Grande Pyramide.

#### Sculptures

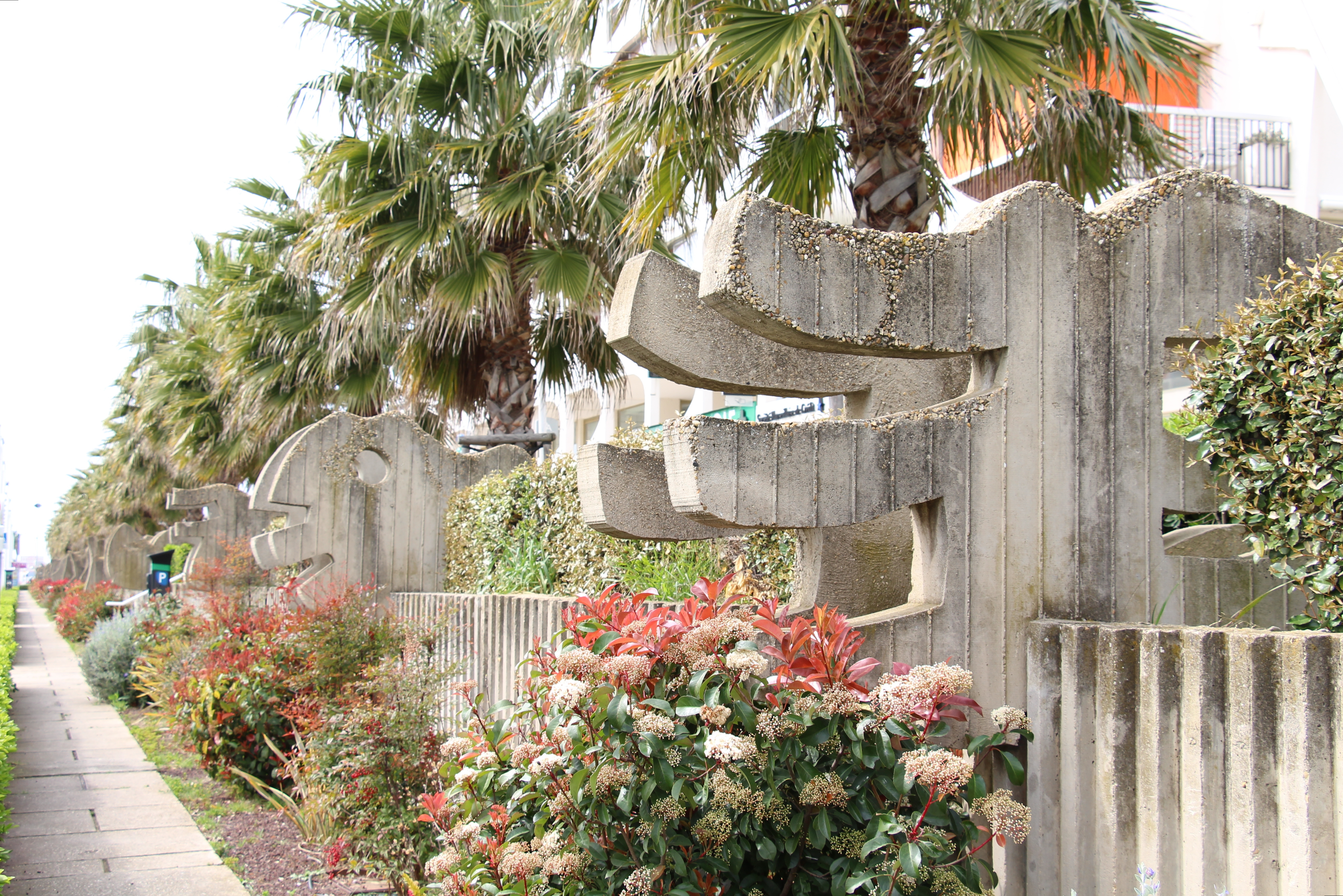
La Navigarde, Albert Marchais

Les nombreuses sculptures et passerelles telles que :
- Paysage Minéral (1967, Joséphine Chevry, ensemble monumentale de sculptures en béton sur les bords de la plage au Point-Zero, destiné à empêcher la plage d'avancer et protéger les plaisanciers du vent et du soleil[66],[67].
- la passerelle des lampadophores, réalisée par Michèle Goalard ;
- la passerelle Saint-Jean ;
- la passerelle des Escargots ;
- la passerelle des Monstres.
- La Navigarde (1976, Albert Marchais). 38 sculptures en béton de 6 mètres alignées sur l'avenue Robert Fages, inspirées de figures de proues drakkar vikings qui auraient accosté ici autour de l'an 850[68].
- La Dame de la Motte (1970, Albert Marchais). Sculpture de 2,70 m.
- Le Guetteur (Albert Marchais). Sculpture en acier corten située sur la presqu'île de l'étang du Ponant.

### Films et téléfilms
Le téléfilm français Basse Saison (2021) de Laurent Herbiet est tourné à la Grande-Motte.

### Personnalités liées à la commune
- Jean Balladur, architecte en chef de la Grande-Motte, philosophe et cousin de l'ancien Premier ministre Édouard Balladur.
- Manitas de Plata, guitariste gitan qui vivait entre ses tournées à la Grande-Motte, rue Frédéric-Mistral[70]. Une esplanade portant son nom a été inaugurée en juin 2015 au pied de l'immeuble Le Temple du Soleil où il résidait[71].
- Nicolas Benezet, footballeur, y a passé son enfance.